# Lesbiennes en France
Pour des articles plus généraux, voir Lesbianisme et LGBT en France.

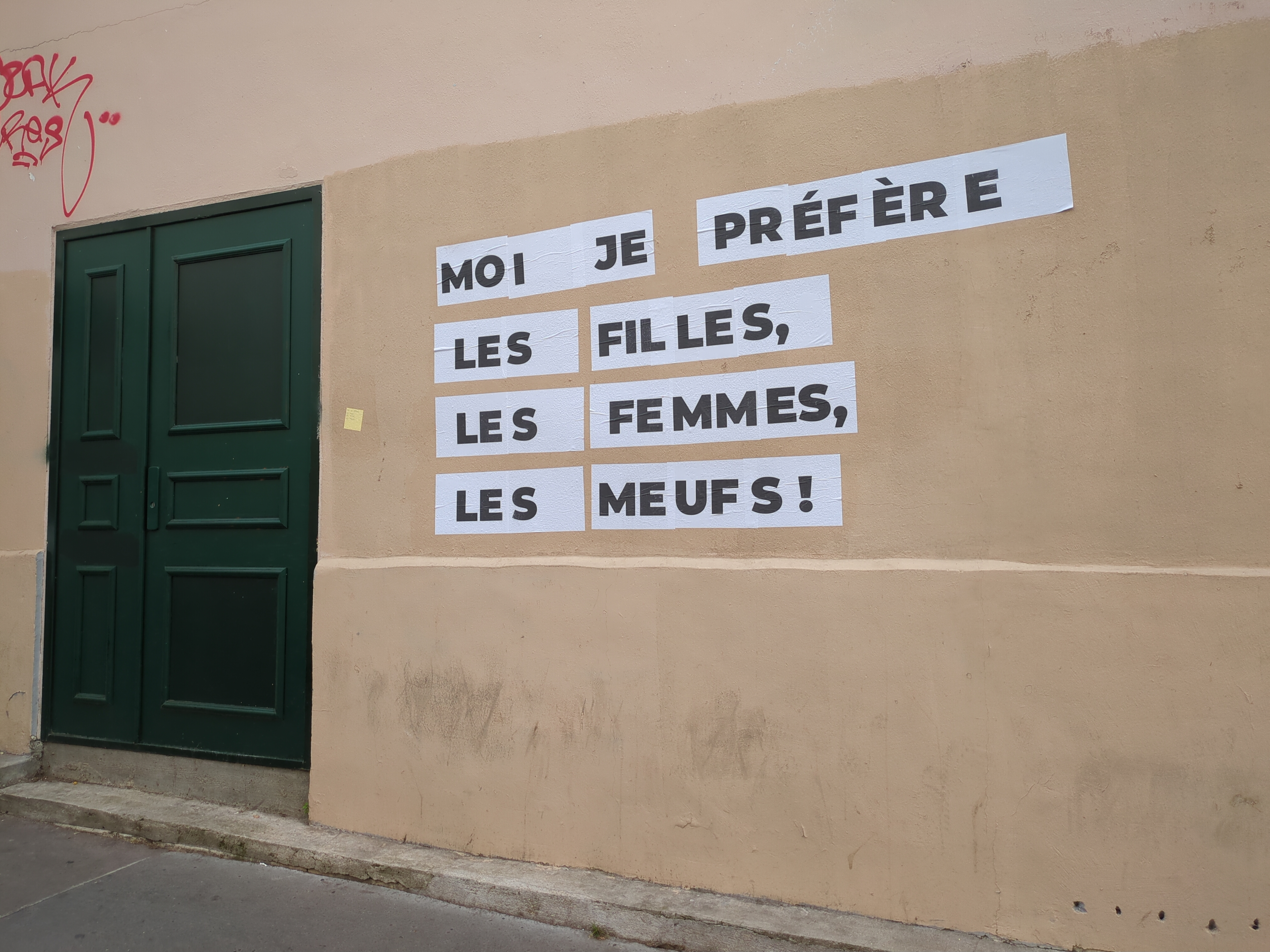
Collage rue Bichat, 2025.

Les lesbiennes en France représentent une communauté partageant des conditions de vie et une culture commune. Malgré une invisibilisation de leur histoire, celle-ci est riche de lieux de rencontre et de sociabilité, d'une production culturelle propre, en particulier dans la littérature et le cinéma, mais aussi de répression et de violence.
Les lesbiennes en France ont le droit de se marier et d'adopter depuis 2013 et, pour les lesbiennes cisgenres, de réaliser un parcours de procréation médicalement assistée depuis 2021.

## Histoire
Pour des articles plus généraux, voir Histoire LGBT en France et Histoire des lesbiennes.
La recherche en histoire LGBT en France est peu active comparée à ce qui est produit dans d'autres pays, en particulier le Royaume-Uni et les États-Unis, et elle est marquée par une invisibilisation de l'histoire lesbienne, plus reconnue par les associations féministes et lesbiennes françaises et européennes que par le milieu universitaire ; cette invisibilisation découle de la minorisation de l’identité lesbienne, que ce soit dans les mouvements LGBT ou féministes,.
En France, ce n’est qu’à partir de la Renaissance qu’on donne un nom aux femmes qui aiment les femmes. On les appelle alors « tribades ». Le terme perdura jusqu’au milieu du XIXe siècle. C’est à partir de la parution des Fleurs du Mal de Baudelaire en 1857 qu’émerge en France l’emploi du mot « lesbienne » pour les désigner. Les lesbiennes de la Belle Époque préfèrent les termes  « saphiste » ou « amazone ». C’est au sein des mouvements féministes des années 1970 que les femmes se réapproprient le terme « lesbienne », dans une démarche s’inscrivant dans la lutte contre la hiérarchie des sexes et des sexualités.

### À la fin du  XVIIIesiècle
En 1784, un rapport de Mathieu-François Pidansat de Mairobert et divers pamphlets de l'époque (certains signés par Mirabeau) révèlent qu'existerait à Paris un groupe de tribades, connues sous le nom de « secte des Anandrynes », qui aurait été fondé vers 1770 par Thérèse de Fleury, épouse d’un procureur général et dirigé par la comédienne de la Comédie-Française Françoise Raucourt. Pourtant, aucun autre témoignage, y compris policier, ne vient corroborer son existence. Cette rumeur a néanmoins une signification culturelle et sociale à l'époque, elle démontre la visibilité nouvelle d’un groupe, voire d’une communauté dont la sexualité était jusqu’à présent considérée comme une déviance individuelle, marginale et cachée. Pour la société aristocratique ou urbaine lettrée, elle permet de citer derrière des pseudonymes peu recherchés un certain nombre de femmes du monde ou de la Cour qui partagent le goût pour les femmes.

### De 1890 à 1968

#### La Belle-Époque: 1890 à 1914

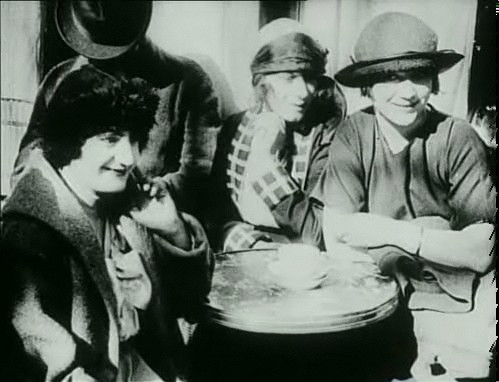
Natalie Barney (à gauche), ici avec Janet Flanner et Djuna Barnes, est l'une des lesbiennes qui ont accueilli des salons artistiques à Paris.

Les lesbiennes et les femmes bisexuelles en particulier gagnent en visibilité à partir des années 1890, à la fois dans la sphère publique et dans les œuvres culturelles. Paris contient des bars, des restaurants et des cafés fréquentés et détenus par des lesbiennes, tels que Le Hanneton et Le Rat Mort. Les salons privés du début du vingtième siècle, comme ceux organisés par les américaines Nathalie Barney et Gertrude Stein, attirent des artistes et écrivains de l'époque. La courtisane Liane de Pougy publie en 1901 un roman à succès basé sur son histoire avec Barney, intitulé L'Idylle Saphique. L’écrivaine Colette et son amante Mathilde de Morny jouent des scènes théâtrales lesbiennes dans des cabarets parisiens, finissant censurées. Les guides touristiques de l’époque mentionnent des salons, cafés et restaurants lesbiens, ainsi que des mentions de maisons de prostitution réservées aux lesbiennes,. Toulouse-Lautrec dépeint des artistes lesbiennes et bisexuelles parisiennes dans plusieurs de ses peintures, telles que les danseuses Louise Weber, Jane Avril et May Milton, et le clown Cha-U-Kao, . À la même époque, le poète Pierre Louÿs et l'illustrateur Georges Barbier publient Les Chansons de Bilitis, recueil de poèmes prétendument traduits du grec ayant pour thème les relations entre femmes, et le journal satirique L'Assiette au beurre consacre son numéro du 2 mars 1912 aux lesbiennes.

Différentes représentations, par des hommes, des lesbiennes à la Belle-Époque
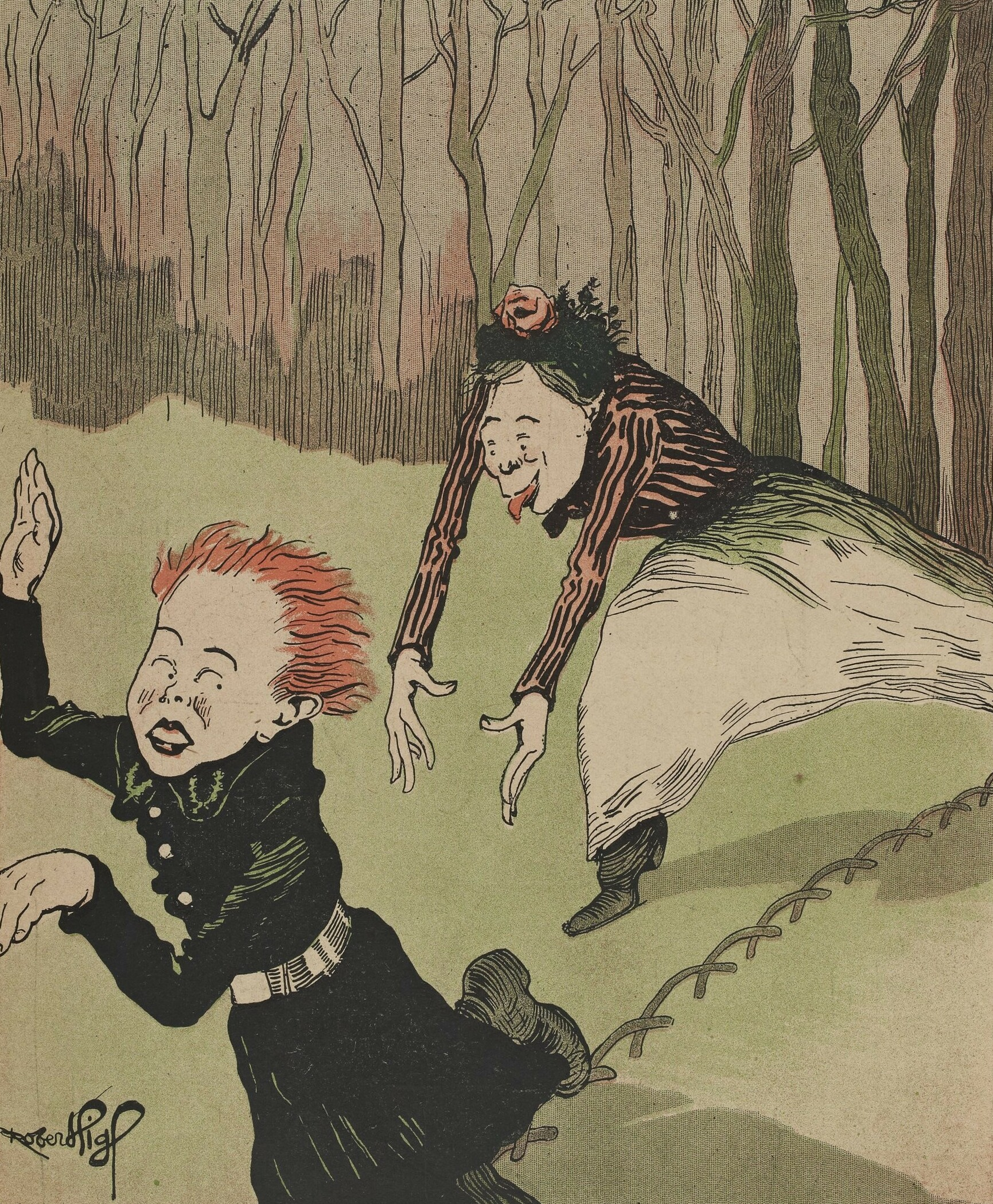
Caricature lesbophobe représentant une féministe comme une lesbienne prédatrice, L'Assiette au beurre, 1909
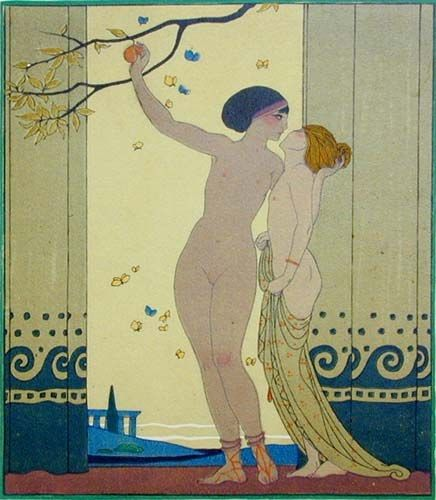
Dessin érotisant de George Barbier pour Les Chansons de Bilitis, 1894.
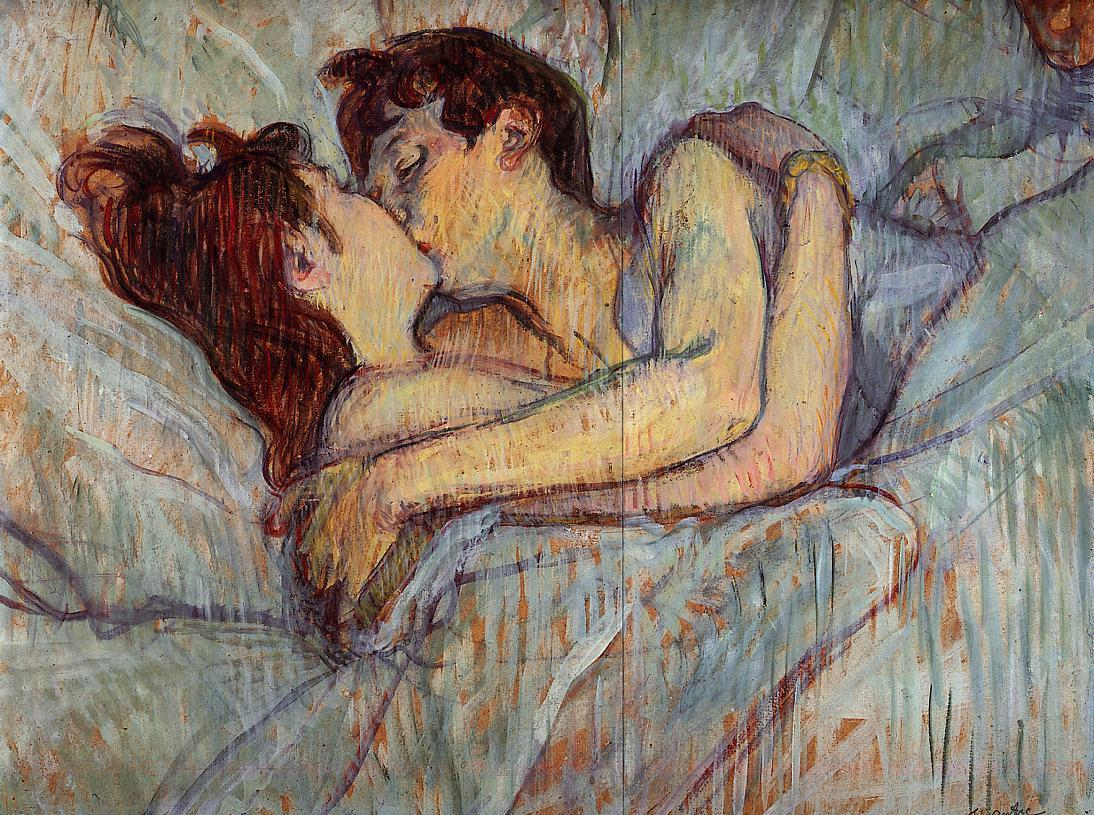
Henri de Toulouse-Lautrec, Dans le lit, le baiser, vers 1892.

#### Première Guerre mondiale et années folles: 1914 à 1939

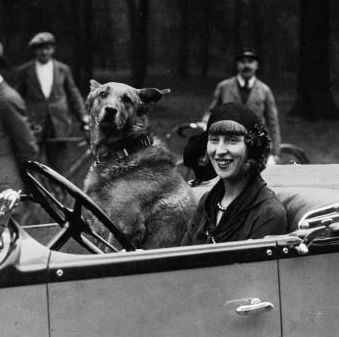
Suzy Solidor en 1929.

La Première Guerre mondiale, qui éloigne de nombreux hommes de leurs foyers, constitue un moment particulier dans l'acceptation et l'expression des couples lesbiens. La chanteuse lesbienne Suzy Solidor passe son permis en 1917, ce qui est alors très rare pour les femmes, et peut ainsi servir au front comme ambulancière.
Les années folles sont l'occasion d'une grande visibilité et liberté des modes de vie homosexuels, en particulier à Paris, structurée autour de nombreuses boîtes et bars à Montparnasse, Pigalle ou Montmartre, tels que Le Fétiche, Le Monocle, La vie parisienne, Chez Jane ou Chez Moune,. Cette période est aussi effervescente quant à la production littéraire associée à l'homosexualité, avec la publication en 1922 du roman La Garçonne de Victor Margueritte, portrait violent des lesbiennes et de Le Pur et l'Impur de Colette, portrait sans jugement du lesbianisme. C'est aussi à cette époque que l'écrivaine  Natalie Clifford Barney, publiquement lesbienne, ouvre à la redécouverte de la poétesse Sappho, d'abord aux États-Unis puis dans le reste du monde occidental et notamment en France.
Eva Kotchever, écrivaine lesbienne juive polonaise installée en France qui se travestit en homme au Dôme Café avant la Seconde Guerre mondiale, devient une icône lesbienne de l'époque,.

#### La Seconde Guerre mondiale

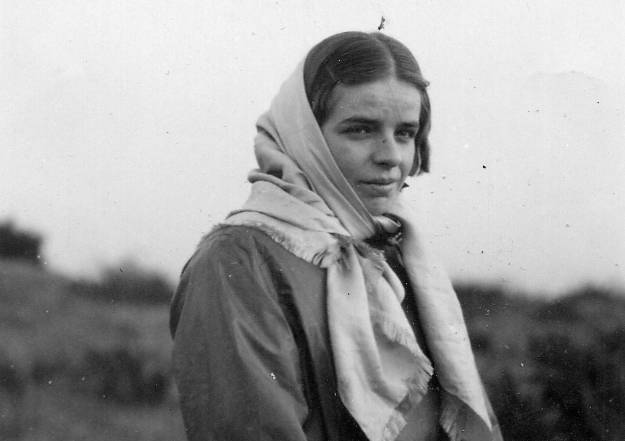
Thérèse Pierre, résistante française qui avait eu une longue relation avec Emma Pitoizet.

Les lesbiennes se retrouvent dans toutes les franges de la société française, que ce soit celle qui a collaboré (Violette Morris) comme celle qui a résisté (Marie-Thérèse Auffray, Claude Cahun, Thérèse Pierre, Andrée Jacob et Éveline Garnier, Rose Valland, Suzanne Leclézio et Yvonne Ziegler). Si la vision juste après l'occupation est de peindre l'occupant nazi comme hyper-viril, attirant ainsi les lesbiennes elles-aussi virilisées telles que Violette Morris, cette vision est critiquée, au point parfois de troquer l'enquête historique pour un plaidoyer, par Marie-Josèphe Bonnet  dans Violette Morris, histoire d’une scandaleuse, qui à remet en cause dans cet ouvrage de 2011  toute accusation de collaboration envers la sportive.
La défaite française au début de la seconde guerre mondiale est notamment analysée comme un défaut de virilité, une preuve des failles de la Troisième République décadente et féminisée,,,. Dans ce contexte, le régime de Vichy condamne l'homosexualité masculine et féminine comme contre-nature, revenant en 1942 sur l'avancée du code pénal de 1791 qui abrogeait le délit de « sodomie ». Cette initiative vient purement du gouvernement français et pas de l'occupant allemand, car si celui-ci condamne l'homosexualité, il ne voit aucun intérêt à la combattre chez les occupés, y voyant au contraire une profitable faiblesse. Si cette décision s'inscrit dans la politique nataliste et familiariste de Vichy, elle est aussi une réponse aux pressions politiques venue en particulier de juristes, de militaires et de policiers qui cherchent des outils pour pouvoir condamner les homosexuels accusés de « pervertir la jeunesse » et qui avaient failli obtenir gain de cause en 1939,,,. Cette loi condamne les relations homosexuelles, féminines comme masculines, lorsque des mineurs de moins de 21 ans sont impliqués.
Cette situation perdure après la Libération, où la répression s'étend à la culture : l'homosexualité n'existe quasiment plus dans les représentations artistiques et la censure, exercée par le biais de son éditeur, Gallimard, oblige Violette Leduc à réécrire une partie de Ravages. Les passages supprimés sont publiés dans les années 1960 sous le titre Thérèse et Isabelle et adapté dans un film de 1968 portant le même titre.
Si des cabarets, tels que le Carroll's, proposent des spectacles lesbiens sadomasochistes, ceux-ci ne sont pas destinés à un public de femmes lesbiennes ou bisexuelles, qui les évitent. À cette époque, il n'y a pas de milieu lesbien, les bars homosexuels étant fréquentés par des hommes ; la découverte de son lesbianisme se fait alors dans la solitude, puis un petit cercle restreint se constitue petit à petit.

### 1968 - 1979: Libération, révolution, sororité

#### Une indépendance progressive des mouvements féministes et homosexuels
Malgré sa promesse de révolution sexuelle, le mouvement de mai 68 n'est pas investi par les lesbiennes, en raison du sexisme et de l'homophobie des militants de 68.
La naissance de groupes lesbiens coïncide avec celle du mouvement de libération des femmes (MLF) : le 26 août 1970, dix femmes (dont la majorité est lesbienne), déposent des fleurs sous l'Arc de triomphe, accompagnées des slogans « Un homme sur deux est une femme » et « Il y a plus inconnu que le soldat inconnu : sa femme ». La période du MLF correspond à un investissement exclusif de l'identité politique « femme », au détriment de l'identité « lesbienne » : la lesbophobie est vue alors comme une manifestation parmi d'autres du patriarcat, et la sociabilité spécifiquement lesbienne comme un obstacle à la « sororité » et à l'universalisme, c'est-à-dire l'effacement des spécificités de chacune au profit d'une catégorie politique abstraite.

Le 10 mars 1971, un groupe issu du MLF comportant notamment Marie-Françoise Brumeau (alias Maffra), Christine Delphy, Monique Wittig, Élisabeth Salvaresi, Antoinette Fouque, Marie-Jo Bonnet et Anne de Bascher, interrompent l'émission de radio présentée par Ménie Grégoire « L'homosexualité, ce douloureux problème », action qui lança le mouvement homosexuel en France,. Celles-ci forment le soir-même le Front homosexuel d'action révolutionnaire (FHAR). Rejointes par des hommes, elles multiplient au sein du FHAR les actions conjointes avec le mouvement féministe et la gauche révolutionnaire, telles que manifestations ou happenings. Mais le FHAR devient de plus en plus majoritairement gay à mesure que ses évènements sont identifiés comme des lieux de rencontre sexuelle ; cette minorisation en nombre s'accompagne d'une domination symbolique, où les lesbiennes ne sont pas écoutées lors des réunions. Devenues minoritaires dans leur propre groupe et exotisées dans les réunions Sexualité féminine du MLF auxquelles elles participent encore, les fondatrices créent alors un nouveau collectif, les Gouines rouges,. Cette dynamique se rejoue quelques années plus tard, où des lesbiennes quittent le groupe Les Pétroleuses, créé en 1974, pour fonder en 1976 le Groupe des lesbiennes féministes.
Un même mouvement de division se fait avec le milieu féministe du MLF à Paris, où les dissensions avec les féministes hétérosexuelles se multiplient : d'une part, les féministes hétérosexuelles reprochent aux lesbiennes de consacrer trop de temps aux sociabilités lesbiennes plutôt qu'à d'autres actions qu'elles considéraient comme plus militantes ; d'autre part, la pensée lesbienne, en particulier le lesbianisme radical, est jugée trop subversif par le MLF.
Dans d'autres villes de France, telles que Lyon, Toulouse ou Rennes, les groupes lesbiens restent liés aux mouvements féministes, en particulier du MLF, tout en s'inscrivant avant tout dans le mouvement homosexuel plutôt que féministe ; cette situation permet l'émergence d'un féminisme lesbien unifié,,. Pour expliquer ces différences, en particulier à Rennes, l'historienne Camille Morin-Delaurière avance deux hypothèses : premièrement, le mouvement féministe rennais se focalisait alors essentiellement sur la légalisation de l'IVG, sujet qui ne correspond pas au quotidien des lesbiennes, tandis que le féminisme parisien abordait une plus grande diversité de sujets dans lesquels les femmes homosexuelles pouvaient se reconnaître ; mais aussi, la sociabilité parisienne permettait un plus grand anonymat que ce qui est offert dans une plus petite ville telle que Rennes : il était ainsi plus facile d'y être ouvertement lesbienne, plutôt que de devoir parler de cette expérience dans la sécurité d'un groupe homosexuel, fut-il mixte.
Enfin, malgré les actions conjointes avec la gauche révolutionnaire, une véritable convergence n'a pas lieu, les mouvements hétérosexuels de gauche considérant le féminisme et les luttes homosexuelles comme des préoccupations bourgeoises, secondaires par rapport à l'anti-capitalisme.
L'histoire lesbienne française est ainsi marquée par la dépossession des lesbiennes des lieux, organisations et médias LGBT, que ceux-ci aient été fondés par des femmes ou pas.

#### L'âge d'or de la pensée lesbienne

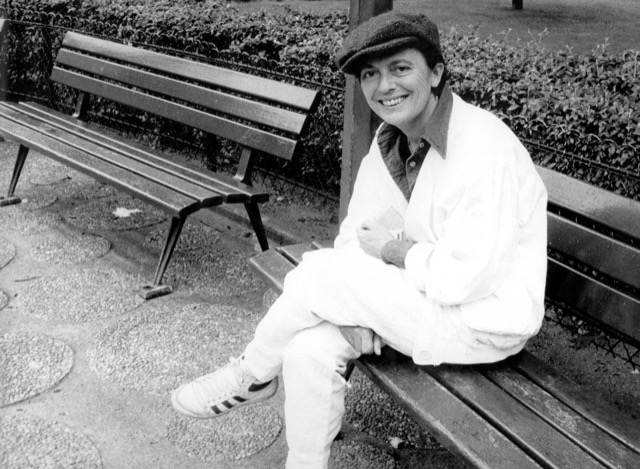
Monique Wittig, théoricienne du féminisme matérialiste, du féminisme lesbien et du lesbianisme radical.

Malgré ses diverses ruptures, le milieu lesbien français est effervescent : politiquement, de plus en plus de groupes se revendiquent comme lesbiens féministes, et non plus lesbiens et féministes. Des liens se créent entre les différentes villes de France, mais aussi avec des lesbiennes d'Amérique du Nord et d'Europe, basés à la fois sur la rédaction de journaux auto édités mais aussi de rencontres physiques proposant ateliers de formation à la mécanique ou à l'écriture : une rencontre a par exemple lieu[Quand ?] dans un village des Deux-Sèvres qui réunissait des lesbiennes de toute la France, mais aussi venues d'Allemagne, d'Angleterre et des États-Unis. Alors, la question de lieux lesbiens, d'espaces pour exister, fussent-ils éphémères, devient primordiale.
Monique Wittig, avec La Pensée straight, fonde la pensée lesbienne radicale et plus généralement révolutionne la manière de pensée le lesbianisme et l'hétérosexualité. Héritière de Simone de Beauvoir, qui pose que la catégorie « femme » n'est pas naturelle mais construite, Wittig montre que l'hétérosexualité n'est pas non plus naturelle, mais un régime politique dans lequel s'exerce la domination des hommes sur les femmes, et que le seul espace de liberté des femmes, tant que les classes de sexe ne sont pas abolies, est le lesbianisme. Avec sa formule « les lesbiennes ne sont pas des femmes », elle déplace la critique féministe de l'abolition du patriarcat à celui de l'hétéro-patriarcat.
Bien que la penseuse lesbienne française la plus marquante de l'époque, elle n'est pas la seule : les travaux de Nicole-Claude Mathieu, Colette Guillaumin et Christine Delphy enrichissent aussi la pensée du féminisme lesbien.

### 1981 - 1990: les bases d'une structuration politique et communautaire

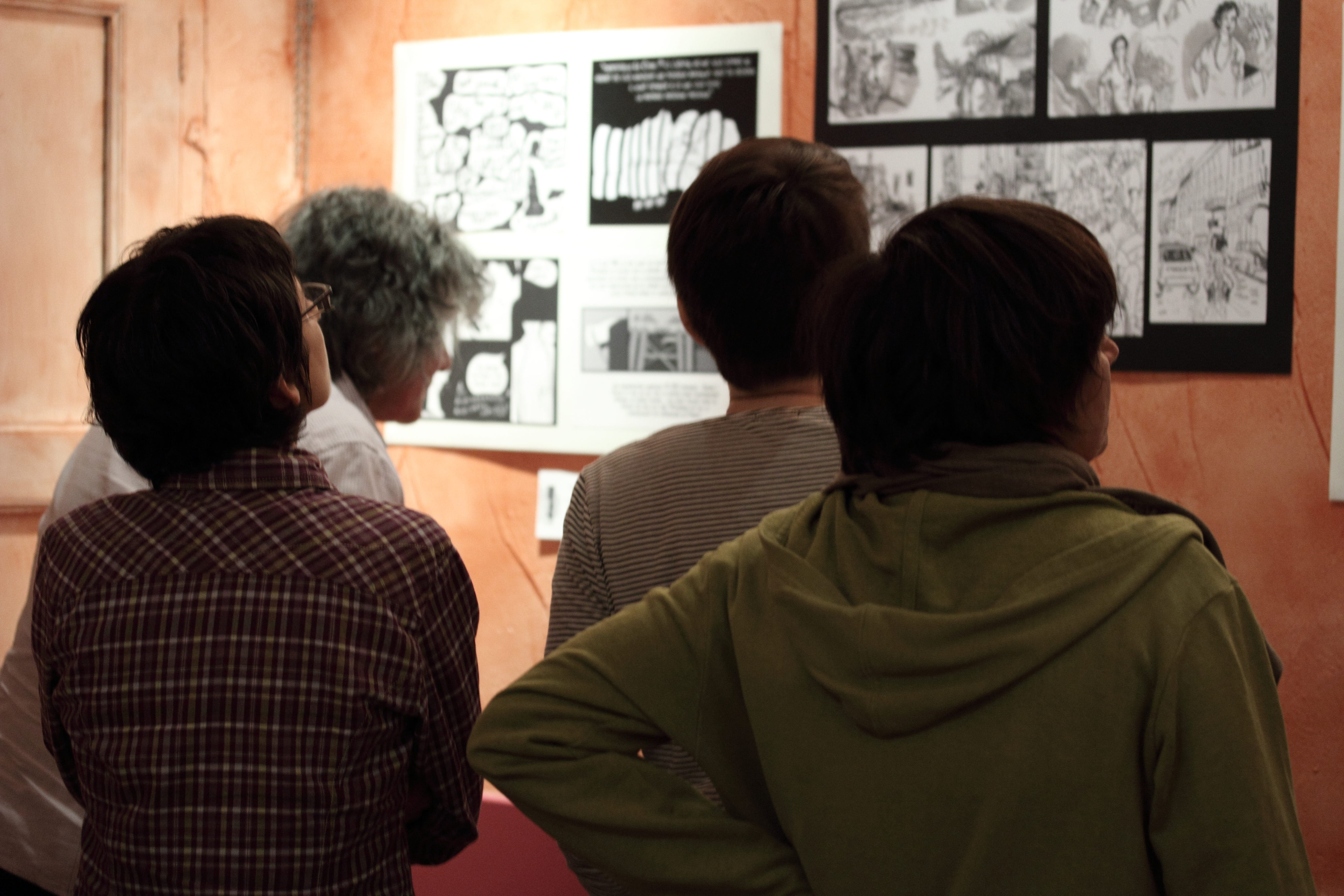
Édition 2012 du Printemps lesbien de Toulouse, Bagdam.

La fin des années 1970 et le début des années 1980 est une période de forte augmentation des productions lesbiennes, avec la multiplication de revues et publications : Masques, Homophonies, Quand les femmes s'aiment, Madivine, Clit 007 (revue publiée à Genève), Nouvelles Questions féministes, Amazones d'hier, lesbiennes d'aujourd'hui, Interlopes... Ces revues parlent politique, culture, littérature, avec une large place laissée aux petites annonces.
L'association Archives recherches et cultures lesbiennes (ARCL) est fondée en 1983 par Claudie Lesselier, avec pour but de réunir en un seul lieu la production foisonnante et éparse de la mémoire lesbienne. Michèle Larrouy y est l'une des figures majeures. La même année, Annie et Nadia obtiennent la première forme de reconnaissance légale d'un couple homosexuel et donc lesbien en France, sous la forme d'un certificat de concubinage obtenu auprès du maire de leur commune, Saint-Lumine-de-Clisson ; si celui-ci était d'abord réticent, il s'est incliné face au jugement de divorce de Nadia, jugé à ses torts pour « abandon de domicile conjugal pour aller vivre avec une femme homosexuelle ». Cette reconnaissance a été particulièrement médiatisée dans la presse régionale et nationale en raison de la volonté du couple d'inscrire Nadia et ses trois enfants sur la sécurité sociale d'Annie, comme c'est le cas déjà pour les couples hétérosexuels en concubinage. Cette visibilité a entraîné un débat public sur la visibilité et l'acceptation du lesbianisme dans la société française.
Les années 1980 correspondent à la scission entre trois manières de penser le militantisme lesbien : la première, issue du lesbianisme radical et de la pensée de Monique Wittig, incarné en particulier par les lesbiennes de Jussieu, pense le lesbianisme comme position privilégiée pour révolutionner la société, la seconde, le lesbianisme féministe, pour qui la priorité est l'alliance entre lesbiennes et hétérosexuelles dans un militantisme féministe, et enfin le mouvement homosexuel mixte incarné par le comité d'urgence anti-répression homosexuelle (CUARH). Cette différence est surtout opérante à Paris, où la multiplicité des groupes permet d'avoir une diversité idéologique ; ailleurs, les contraintes financières et matérielles font qu'un seul groupe militant peut exister, généralement mixte lesbien et gay. Les lesbiennes parisiennes interprètent souvent à tort cette décision comme relevant d'un manque de perspective politique, rendant difficile la solidarité avec les autres groupes.
En 1986 a lieu la première permanence médicale spécialement dédiée aux lesbiennes, au Planning familial du Rhône.
Il s'agit aussi d'une époque de désinvestissement politique et syndical : si 46 % des lesbiennes françaises témoignent en 1986 de leurs affinités politiques avec des personnalités politiques du  Parti socialiste, essentiellement ses grandes figures médiatiques, elles sont près de 83 % à n'avoir d'affinité politique avec aucun parti et plus de la moitié jugent les syndicats d'alors inadaptés. L'investissement militant reste important, en particulier dans les associations lesbiennes et homosexuelles

### 1990 - 2020: visibilité, droits, mouvement LGBT

#### 1990 - 2000
De 1990 à 1999, vingt associations lesbiennes se forment et établissent des connexions entre elles. Elles se fédèrent en 1996 dans la Coordination lesbienne nationale, qui prend le nom de Coordination lesbienne en France (CLF). Elle se fixe pour objectif de promouvoir la visibilité lesbienne, de rendre légitimes les droits des lesbiennes, de demander le statut d'asile pour les lesbiennes persécutées dans leurs pays d'origine et de créer des réseaux. La CLF coordonne plusieurs associations militantes et culturelles lesbiennes comme Les lesbiennes font leur cinéma ou le Printemps Lesbien de Toulouse, organisé par l'association Bagdam Espace Lesbien créé en 1988 à Toulouse.

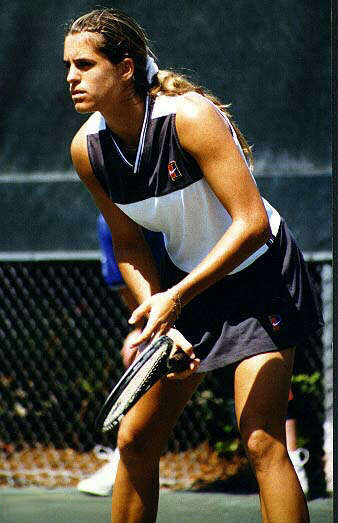
Amélie Mauresmo en 2005. Son coming-out en 1999, lors de l'Open d'Australie, en fait l'une des lesbiennes les plus visibles de France.

Si les années 1990 voient ainsi la structuration du mouvement lesbien et l'émergence de la question de la visibilité, avec notamment la conceptualisation par la Coordination lesbienne en France de la lesbophobie comme oppression spécifique différente de l'homophobie, le militantisme lesbien est globalement en reflux, remplacé par les mouvements LGBT et queer portant des revendications communes, telles que le PACS,.
Ces changements politiques se répercutent sur la sociabilité lesbienne, en particulier francilienne : auparavant dominée par la politique et l'art, les références ne sont désormais plus le lesbianisme politique de Monique Wittig et les médias Lesbia Magazine et Le Torchon brûle mais les soirées, que ce soit dans les bars et clubs lesbiens tels que le Pulp, le Tango, ou le Rive Gauche ou lors de soirées dédiées, telles que la Clito-rise à la Flèche d'or, la Royal Pinky-boat de Maxim's ou d'autres au 3W Café, au Troisième lieu ou au NYX. La rupture avec les générations précédentes est d'autant plus marquée que de nombreux lieux lesbiens ferment, empêchant la transmission intergénérationnelle.
Cette période est aussi l'âge d'or de la lesbienne lipstick, lesbienne qui garde les codes de la féminité. Pour l'artiste Glitter Butch, cette valorisation des esthétiques lipstick, mais aussi androgyne, s'explique aussi par la lesbophobie véhiculée par le film Gazon maudit, sorti en 1995 : le personnage de Josiane Balasko, lesbienne butch, entretient une relation avec une femme plus féminine, qui finit par la quitter pour un homme ; ce personnage devient ainsi un repoussoir pour les jeunes lesbiennes d'alors, qui cherchent à s'en démarquer.

#### 1998 - 2010: l'émergence d'un mouvement lesbien anti-raciste
Une des pionnières de l'interaction entre lesbianisme et anti-racisme en France est l'Afro-Caribéenne lyonnaise Magali C. Calise, traductrice de bell hooks et Audre Lorde et fondatrice du groupe Madivine. Elle fait aussi partie du groupe qui introduit pour la première fois, lors de la rencontre annuelle de la Coordination Lesbienne de France à Die, en 1999, des ateliers contre le racisme, la précarité et la grossophobie.

#### 2010 - 2020
Le 8 juillet 2010, la Cour de cassation ordonne la transposition en France de la filiation entre deux mères lesbiennes résidant aux États-Unis, l'une française, l'autre américaine, et leur enfant, conformément à la décision de la justice américaine ; il s'agit de la première reconnaissance officielle de l'homoparentalité en France.
Dans les années 2010, pour Anna Virole Reymondeaux, le lesbianisme politique n'est plus visible : selon elle, la politique du coming out, où des personnes sont individuellement visibles comme lesbiennes médiatiquement ou dans leurs cercles sociaux, ne suffit pas ; de plus, les revendications LGBT, focalisées sur les droits, en particulier au mariage et à la possibilité d'élever des enfants (adoption, procréation médicalement assistée) ne permet pas de mettre en évidence la véritable existence lesbienne et de penser en-dehors de l'hétéropatriarcat. Cette période correspond toutefois à deux avancées majeures du mouvement lesbien français : d'une part, la prise en compte des lesbiennes demandeuses d'asile, par la création d'associations et de fonds d'aide tels que Les Lesbiennes dépassent les frontières à Paris ou Alda-lesbiennes réfugiées à Toulouse ; d'autre part, l'inscription du mouvement lesbien français dans un réseau européen.

### À partir de 2020: la renaissance d'un mouvement spécifiquement lesbien?

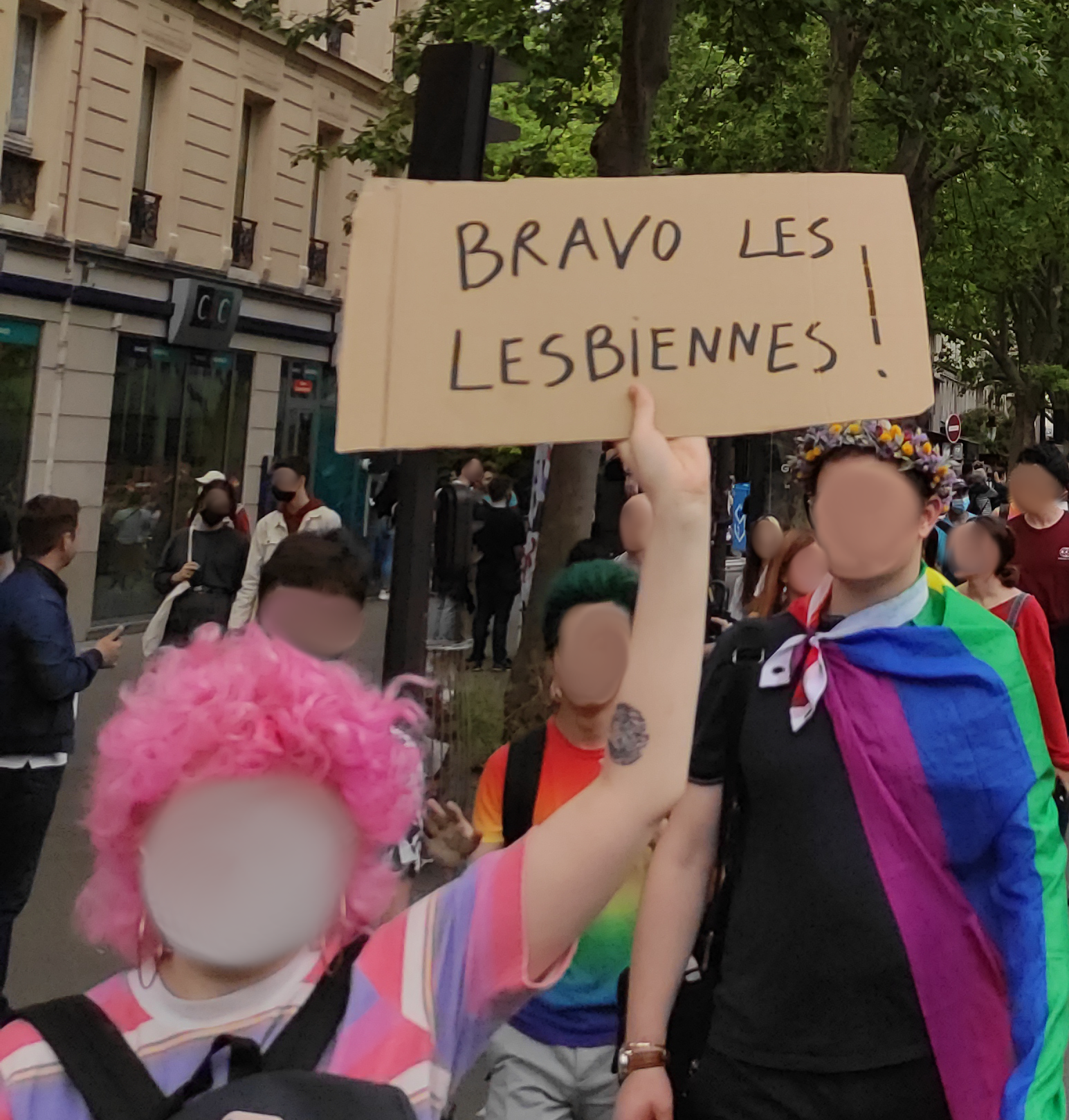
Pancarte « Bravo les lesbiennes ! » à la marche des fiertés 2021 de Paris.

En décembre 2020 est fondée la Coordination des collages lesbiens, qui regroupe des militantes de Strasbourg, Rennes, Paris et Lyon et dont l'objectif est d'afficher dans la rue la pensée lesbienne afin de la sortir de l'invisibilité. Elle organise, en avril 2021, une marche lesbienne à Paris, portant notamment la revendication de l'ouverture de la procréation médicalement assistée à tous les couples lesbiens, la possibilité pour les femmes trans d'utiliser leurs gamètes avec leurs compagnes pour concevoir un enfant, la possibilité pour les couples d'avoir recours à l'appariement si elles le souhaitent et l'autorisation de la technique. D'autres marches s'organisent le même week-end à  Lyon, Grenoble et Toulouse,.

## Investissement de l'identité lesbienne
En 1986, seules un peu plus de 50 % des lesbiennes se définissent comme telles ; 85 % d'entre elles exclusivement, 15 % conjointement avec « homosexuelle » ; 17 % de celles qui n'utilisent pas lesbienne préfèrent d'ailleurs « homosexuelle », tandis que les autres se définissent comme « femme » ou « être humain ». Cette différence de vocabulaire correspond à des situations de vie différentes : à peine la moitié de celles qui se définissent « homosexuelles » ont parlé de leur lesbianisme à leur entourage amical, tandis qu'elles sont 90 % à l'avoir fait parmi celles qui se définissent « lesbiennes » ou autre. Les lesbiennes se revendiquant comme telles sont aussi beaucoup plus nombreuses à faire partie de groupes associatifs lesbiens, tandis que les autres les désinvestissent.

## Démographie
En 1972, lors d'une première enquête 2,6 % de femmes se définissait comme « ayant eu des rapports sexuels avec une autre femme, au moins une fois au cours de sa vie »[réf. nécessaire].
À la fin des années 1980, le mouvement d'information et d'expression des lesbiennes (MIEL) lance une enquête d'une ampleur inédite sur les lesbiennes de France, à l'aide d'un questionnaire diffusé dans Lesbia et les lieux de sociabilité lesbiens (maisons des femmes, librairies, bars associatifs). 95 % des répondantes ont alors entre 20 et 50 ans ; 82 % sont actives et 70 % sont diplômées du supérieur, alors que dans la population féminine française d'alors, on compte 68 % d'actives et 9 % de diplômées au-delà du baccalauréat. Les actives occupent alors essentiellement des postes de cadres dans des professions fortement féminisées.
En 2011, ce sont 5,6 % des femmes qui se déclarent comme « ayant eu des rapports sexuels avec une autre femme, au moins une fois au cours de sa vie », « preuve que la parole se libère » selon une brochure soutenue l’ENIPSE (Équipe nationale d’intervention en prévention et santé) et Santé publique France. Jusqu'à cette date, les Enquêtes Presse Gays et Lesbiennes répétées n’interrogeaient que les hommes gays (« ce qui n’avait pas empêché plus de 200 femmes lesbiennes et bisexuelles de répondre et de renvoyer un questionnaire qui ne les sollicitait pourtant pas ».
En 2016, l’enquête SexoFSF pilotée par Coraline Delebarre, montre qu'il s'agit d'une population éduquée (86 % ont au moins le bac) mais souvent précarisée (36 % des répondantes gagnant moins de 999 €/mois), confirmant les données de l’Enquête Presse Gay et Lesbienne 2011 d’Annie Verter (70 % de répondantes avaient fait des études supérieures et 37 % étant cadre).
Toutes les études montrent « une grande variété d’auto-identification et de parcours sexuels », ainsi que des discriminations (lesbophobie), dans l’espace public (46 % des répondantes de SexoFSF), mais aussi dans le contexte médical (20 %). Dans l’Enquête Presse gays et lesbiennes, 10 % des répondants ayant confié leur orientation sexuelle à leur médecin ont fait face à une réaction déplaisante.

### Lieux de vie
En 1986, plus de 80 % des lesbiennes vivent en appartement, essentiellement par contraintes économiques.
En 2011, la répartition géographique des couples lesbiens non-mariés de personnes de même sexe diffère sensiblement de celle des couples homme/femme : sous-représentés dans les communes de moins de 20 000 habitants, ils sont sur-représentés dans les villes de plus de 200 000 habitants et l'agglomération parisienne, avec une très forte sur-représentation dans les villes hors-Paris. Les différences s'estompent en regardant les mariages sur la période 2013-2017. Les couples lesbiens, à l'exception de ceux avec enfants, résident aussi beaucoup plus fréquemment dans un autre département que celui de leurs parents. La présence d'enfants, ainsi que les plus faibles revenus des couples lesbiens par rapport aux couples gays, fait que celles-ci s'installent plus fréquemment dans des lieux où l'immobilier est moins cher, en particulier la grande couronne parisienne.

### Vie conjugale et maritale
En 1986, seules 25 % des lesbiennes vivent avec leur compagne ; plus de la moitié d'entre elles vivent seules, les autres vivant en collocation familiale ou amicale. Cette faible vie conjugale s'accompagne d'un faible nombre de relations : près des deux tiers n'ont en eu qu'une seule, et un quart, aucune. Dans les deux enquêtes (de 2011 et 2016) 11 % des répondantes ont dit être mères.
Les couples lesbiens se mariant le font en moyenne à 39 ans, soit quasiment comme les couples femme/homme (37 ans) mais près de 7 ans avant les couples gays. Cette différence viendrait possiblement du fait que pour les lesbiennes comme pour les couples femme/homme, la question de la filiation est prépondérante alors qu'elle l'est moins pour les couples gays.

### Maternités lesbiennes

#### Devenir mère

##### Par PMA
Avant la loi de bioéthique de 1994, les couples lesbiens pouvaient avoir accès à l'insémination avec donneur, en raison d'un vide juridique. Mais la loi de bioéthique de 1994 réserve l'accès à la PMA aux couples hétérosexuels.
Avant la révision de la loi bioéthique promulguée le 2 août 2021, les couples lesbiens français qui souhaitaient devenir mères par PMA pouvaient s'orienter vers l'étranger, en Espagne ou en Belgique par exemple, ou au Danemark, où le double don d'ovocyte et de sperme est autorisé.
La promulgation de la loi bioéthique le 2 août 2021 ouvre la PMA à toutes les femmes, y compris aux couples lesbiens et aux femmes seules, mais pas aux personnes transgenres. La loi entre en vigueur le 29 septembre 2021.
Jusqu'alors, en France, seuls les couples hétérosexuels mariés ou vivant en concubinage y avaient accès.
Au premier trimestre 2022, 47 % des demandes de PMA émanent de couples de femmes. En septembre 2022, le délai de prise en charge est évalué entre 13 et 15 mois en moyenne, avec de grandes disparités régionales. Le premier bébé d'un couple lesbien, issu d'une PMA pour toutes est né le 27 août 2022, au CHU de Nantes. Fin 2022, près de 2000 couples de femmes ont bénéficié d'une première tentative de PMA. Le CHRU de Nancy a été le premier à accueillir des couples de femmes dans le cadre d'une PMA. La première fécondation in vitro au bénéfice d'un couple de femmes lesbiennes y a eu lieu le 29 novembre 2021.

#### Représentations

##### À la télévision française
Dans la série Dix pour cent, diffusée sur France 2 puis sur Netflix, Camille Cottin joue le rôle d'Andréa Martel, qui devient mère d'un enfant avec sa compagne Colette Brancillon, interprétée par Ophélia Kolb.

## Sociologie

### Lesbiennes de l'immigration

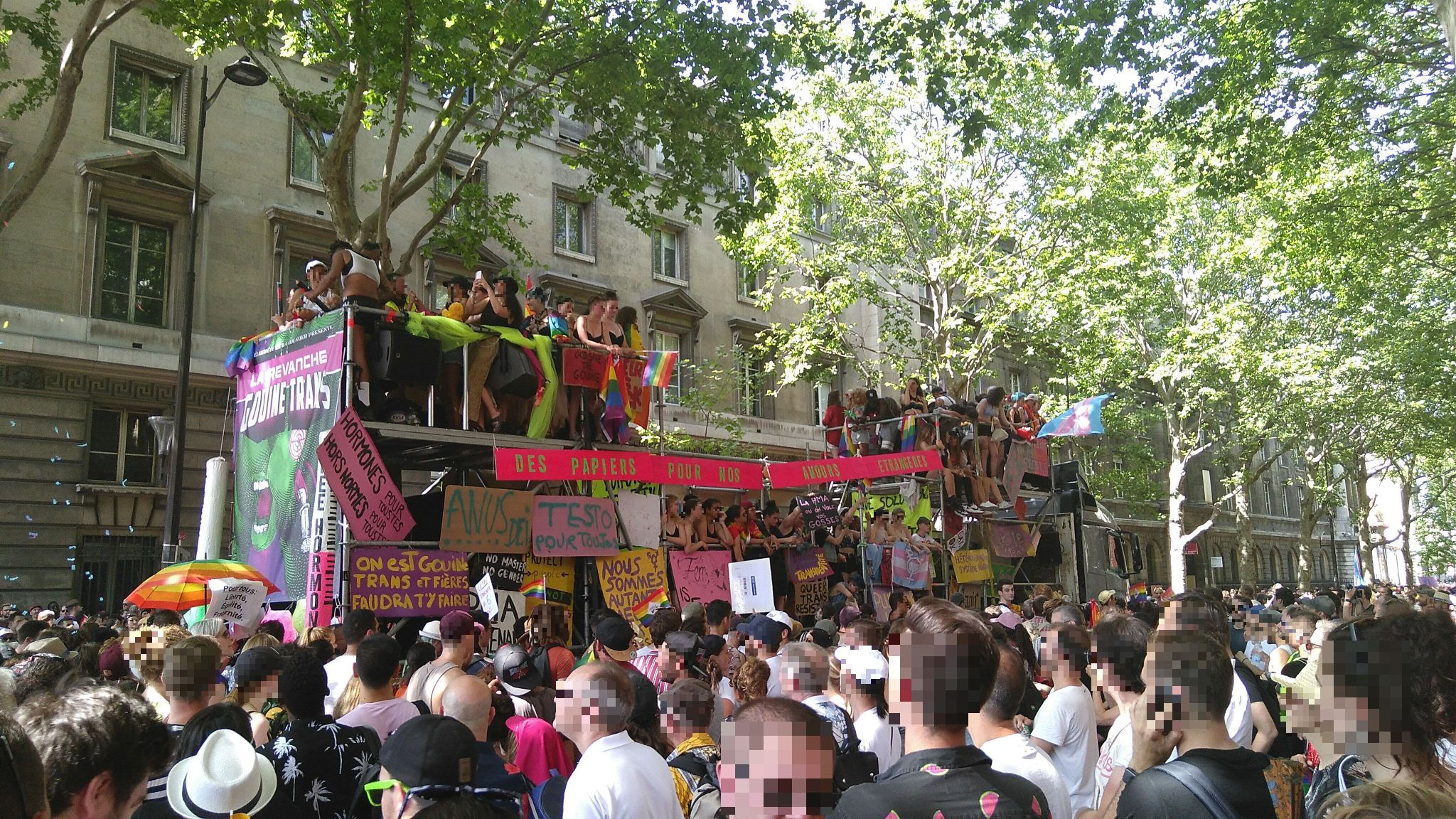
Char portant le slogan des papiers pour nos amours étrangers, à la marche des fiertés 2019 de Paris.

Les lesbiennes qui demandent l'asile et celles qui l'obtiennent n'ont plus accès aux réseaux communautaires de leurs pays d'origine, d'où l'importance de l'accueil qui leur est fait par le collectif Les Lesbiennes dépassent les frontières. Elles risquent au sein des communautés de leur pays d'origine de subir des violences, des chantages, ou encore le risque que leur famille soit avertie du lieu où elles se trouvent.
À la fin des années 1990, Dalila Kadri prend position plusieurs fois pour pointer le racisme du milieu lesbien français.
Pour Faïna Grossman, les couples de lesbiennes ne sont pas considérés comme des couples à part entière par les autorités lors de leur arrivée dans le pays où elles cherchent l'asile. Elles sont notamment séparées à leur arrivée dans leur pays d'accueil. Toujours selon Faïna Grossman, le collectif se doit de soutenir également les lesbiennes migrantes qui font face au racisme, à la misogynie et la lesbophobie quotidienne de la part de certains professionnels de la santé et de l'aide sociale. Le collectif est actif également dans la détection de stéréotypes dans les dossiers de demande d'asile des lesbiennes, lorsqu'elles viennent le solliciter,, les assistantes sociales chargées de la constitution des dossiers n'étant pas toujours elles-mêmes lesbiennes.

## Culture

### Lieux de sociabilité

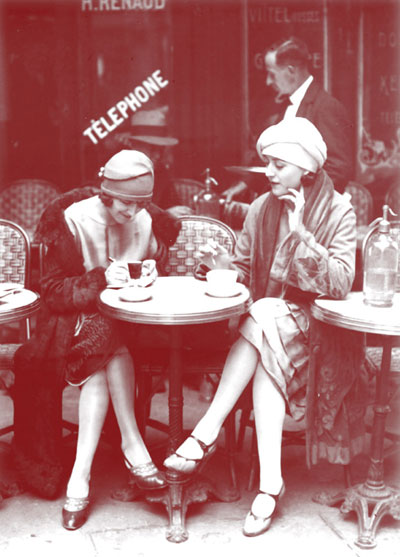
Solita Solano et Djuna Barnes, toutes deux membres d'un groupe d'intellectuelles lesbiennes, dans un café de Paris en 1922.

Le concept de « lieu lesbien » a évolué au cours de la seconde moitié du XXe siècle : si historiquement il signifie un lieu en non-mixité lesbienne, c'est-à-dire où les personnes qui le gèrent, y travaillent et le fréquentent sont lesbiennes et/ou des femmes ayant des relations amoureuses avec d'autres femmes, ces lieux deviennent de plus en plus mixtes, s'ouvrant à une clientèle gay. Ces lieux peuvent être fêtes et groupes informels, mais aussi boîtes de nuit, bars, restaurants.
Ces lieux répondent à un besoin d'une sociabilité spécifiquement lesbienne : en 1986, plus de 90 % d'entre elles expriment le besoin de structures lesbiennes et d'avoir accès à une information lesbienne ; de plus, elles sont 96 % à exprimer le besoin d'avoir des amies lesbiennes, dont 16 % essentiellement, quand les amitiés avec d'autres femmes ne sont vues comme un besoin que par 70 % d'entre elles, le chiffre tombant à 48 % pour les hommes gay et 42 % pour les hétérosexuels.
Les lieux lesbiens et culturels ont du mal à perdurer et à exister, en raison de difficultés à obtenir des prêts bancaires au moment de lancer leur activité et de maintenir assez de clientèle pour être rentable.
En 1986, les lesbiennes parisiennes fréquentes en grande majorité des lieux lesbiens (68 %) ou homosexuels mixtes (29 %), tandis que celles du reste de la France, en raison du plus faible nombre de lieux lesbiens, les fréquentent moins exclusivement (53 %) et vont plus dans des lieux spécifiquement gays.

#### Toulouse
À Toulouse se trouve Bagdam Cafée, un lieu associatif lesbien non-mixte situé en centre-ville et installé dans une ancienne chapelle,. Fondé en 1989, Bagdam compte en 1997 400 adhérentes et organise chaque année depuis 1996 le Printemps lesbien, ensemble de manifestations culturelles en partenariat avec les librairies, cinémas, théâtres, cinémathèque et institutions de la ville. Le choix de non-mixité est triple : pour les fondatrices, il permet de se libérer de l'homophobie générale, du machisme des gays, et de la misogynie et de la lesbophobie intériorisée de certaines lesbiennes.

#### Marseille
À Marseille existe le Centre Évolutif Lilith (CEL), fondé en septembre 1990 et devenu association lesbienne par changement de statut en 1994 ; son objectif est d'abord de proposer une alternative pour la sociabilité entre lesbiennes à la vie nocturne marseillaise, essentiellement gaie, et les petites annonces dans Lesbia Magazine. Outre la sociabilité par les sorties culturelles ou sportifs, le CEL propose des activités militantes, telles que la participation à la marche des fiertés de Marseille. En 1996, c'est l'ouverture du bar associatif lesbien et féministe « Aux 3G », lieu militant et de rencontres, qui ferme en 2024,.

### Littérature
Pour un article plus général, voir Littérature lesbienne.
Au XIIIe siècle, la trobairitz Beatritz de Romans adresse une chanson à Dame Marie : « Que vous m'accordiez, belle Dame, s'il vous plaît, ce dont j'espère avoir le plus de joie : car c'est en vous que j'ai mis mon cœur et mon désir, et c'est par vous que j'ai tout ce qu'il y a en moi d'allégresse, et pour vous que je vais maintes fois soupirant ». Si Pierre Bec y voit une expression de la sympathie entre deux femmes, Marie-Jo Bonnet trouve l'interprétation amoureuse évidente.

Bonnet identifie dans la littérature saphique comme troubadour le thème de la triangulation : au couple de femmes s'ajoute la figure de l'homme-obstacle, que ce soit le futur mari ou l'homme d'autorité (église ou loi).

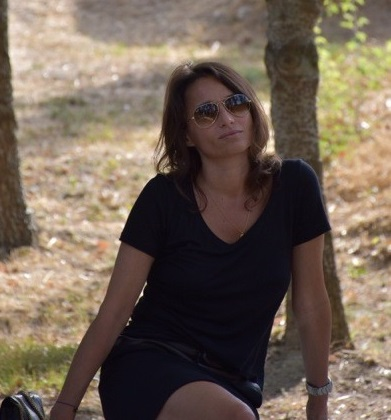
Nina Bouraoui, autrice lesbienne explorant les thèmes de l'identité, du désir et du lesbianisme dans son œuvre.

Au début du XXe siècle à Paris, une communauté lesbienne internationale devient de plus en plus visible et centrée sur les salons littéraires organisés par des lesbiennes américaines telles que Nathalie Barney et Gertrude Stein. Cette communauté produit des œuvres lesbiennes en français et en anglais, tels qu'Idylle Saphique par Liane de Pougy, des poèmes de Renée Vivien, les propres épigrammes de Barney, de la poésie et de plusieurs ouvrages de Stein.
La littérature lesbienne française des années 1940, 1950 et 1960 est marquée par l'ambiance générale de censure et de lesbophobie de l'époque : les romans publiés alors sont marqués par le tragique (mort, amour non partagé) ou le retour à l'hétérosexualité,. L'exception est l'œuvre de Violette Leduc, La Bâtarde, sortie en 1964 ; malgré un succès critique, le livre ne reçoit ni Goncourt ni prix Femina pour « raisons morales ». Monique Wittig publie trois romans lesbiens à la fin des années 1960 et au début des années 1970 : Les Guérillères, Le Corps Lesbien, et Brouillon pour un dictionnaire des amantes ; elle marque le début d'une accélération de la production littéraire lesbienne française et d'une augmentation de sa visibilité.
Les années 1970 et 1980 correspondent à une circulation de la pensée lesbienne qui transcende les frontières : de nombreuses autrices sont traduites en France, telles que les Américaines Adrienne Rich, Mary Daly, Kate Millett, Rita Mae Brown, Ti-Grace Atkinson, Audre Lorde, Joanna Russ, Mary Meigs (en) et Barbara Deming, ainsi que les Canadiennes Nicole Brossard, Marie-Claire Blais, Jovette Marchessault, Anne-Marie Alonzo, Jeanne d'Arc Jutras, Germaine Beaulieu, Gail Scott (en) et Pol Pelletier, la Suissesse Verena Stefan ou la Brésilienne Clarice Lispector. Cette internationalisation marche dans les deux sens, avec des autrices françaises telles que Monique Wittig ou Hélène Cixous qui émigrent pour bénéficier d'une plus grande liberté de ton. En 1983, Michèle Causse et Sylvie Bompis fondent la revue Vlasta, afin de faciliter la circulation des imaginaires lesbiens en France.
La fin des années 2000, avec la publication en 2008 de Princesse aime Princesse, œuvre de Lisa Mandel et en 2010 de Le bleu est une couleur chaude, de Jul' Maroh, sélectionné au festival d'Angoulème, marque un tournant dans la bande-dessinée lesbienne. Pour Lisa Mandel, ce tournant vient d'une reprise de confiance des autrices lesbiennes et auteurs gays, qui osent plus proposer leurs propres histoires aux maisons d'éditions, où le bon accueil critique compense des retours homophobes de certains festivals ou parties du public.

### Musique
À la fin des années 1990 et au début des années 2000, le collectif Pussy Killer s'impose comme la référence techno des soirées lesbiennes et underground parisiennes, notamment du Pulp. Un autre nom de la même époque est Liza N'Eliaz, de style hardcore.
Les années 2010-2020 voient l'arrivée de lesbiennes et bisexuelles out dans la musique : Hoshi, avec notamment son titre Amour censure, Pomme, Suzane, Leslie Barbara Butch, mais aussi la belge Angèle, très appréciée du public français.

### Cinéma

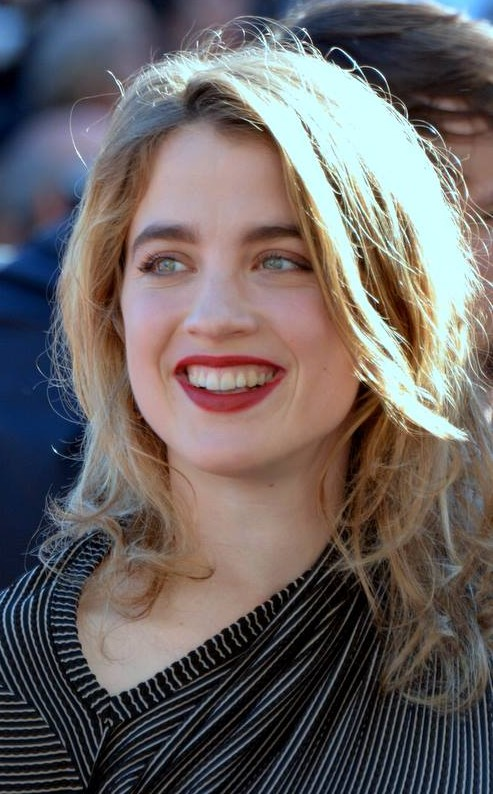
Adèle Haenel au festival de Cannes 2017. Ouvertement lesbienne, elle joue dans plusieurs films lesbiens, tels que Naissance des pieuvres et Portrait de la jeune fille en feu de son ex-compagne Céline Sciamma.

Le festival Cineffable, fondé en 1989 pour valoriser le cinéma lesbien international, se déroule en non-mixité féminine et est un grand moment de socialité communautaire.
Il faut attendre la fin des années 1990 pour qu'émerge une visibilité mainstream des films réalisés et/ou écrits par des créatrices lesbiennes et bisexuelles françaises, dont la reconnaissance et la visibilité croissent tout au long du début du XXIesiècle : Catherine Corsini, Virginie Despentes, Céline Sciamma, ou Amandine Gay.

### Théâtre, stand-up et performances

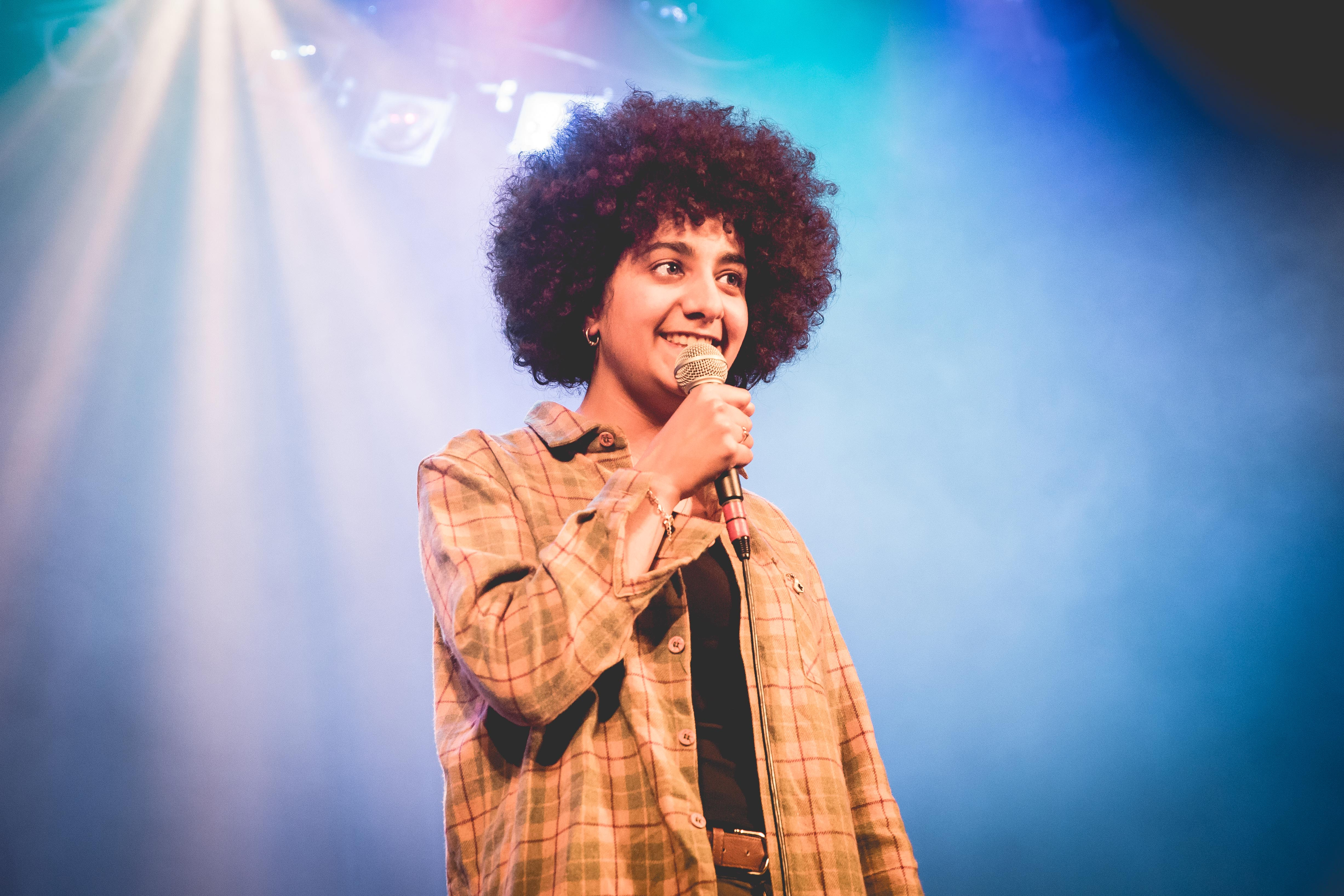
Tahnee en 2020.

De 2009 à 2014, Océan joue La lesbienne invisible, un one woman show qui aborde le processus d'autonomination ainsi que la culture et la sociabilité lesbienne.
À partir de 2019, Tahnee joue dans Tahnee, l'autre, où elle parle de lesbianisme, de métissage et d'écologie. En parallèle, elle monte des scènes ouvertes spécifiquement queer et féministes, lassée des soirées de stand-up où elle est la seule femme sur scène « passant après 3h de blagues sexistes et homophobes ».
À partir de la même année, Morphine Blaze anime la Misandrag, une scène ouverte drag réservée aux femmes et personnes non-binaires. Pour Morphine Blaze, faire des shows drags spécifiquement lesbiens lui apporte une tranquillité, lui permettant notamment dans le rapport aux effeuillages. En 2022, la drag queen La Briochée participe à la saison 1 de Drag Race France.

## Médias

### Presse

#### Histoire
Si la presse lesbienne est d'abord confondue avec la presse féministe au début des années 1970, notamment dans Le Torchon brûle, la place des lesbiennes y diminue progressivement, au point de devenir anecdotique. Le premier magazine spécifiquement lesbien, Journal des lesbiennes féministes, voit le jour en 1976, suivi en 1978 par Quand les femmes s'aiment et par Désormais et Dire nos homosexualités en 1979,.
Au tournant des années 1980, la presse lesbienne française prend son autonomie de la presse féministe d'une part et de la presse homosexuelle mixte d'autre part : cette double indépendance, marquée par le départ, en 1979, de fondatrices et collaboratrices de Masques, revue des homosexualités en raison de l'invisibilisation des points de vue lesbiens, puis par la fin de Questions féministes en raison du conflit entre le féminisme d'alors et le lesbianisme politique sur la place de l'hétérosexualité dans l'oppression des femmes en 1980, témoigne de l'émergence d'un point de vue spécifiquement lesbien en France. Cette décennie voit ainsi la naissance de Lesbia Magazine, Espaces et Chroniques aiguës et graves en 1982, Vlasta en 1983, le Bulletin des Archives Recherches Cultures Lesbiennes en 1984, Lettres à Sappho en 1986, La Grimoire en 1987, Suite des cris en 1989 et Délires et chuchotements en 1990,.
Cette foisonnance de titres s'explique aussi par la difficulté des titres à perdurer : Quand les femmes s'aiment s'arrête au bout de 7 numéros, en raison de la démotivation de ses rédactrices; Désormais, qui était une initiative de deux femmes isolées, au bout de 8, le journal étant racheté en raison d'importantes dettes.

#### Fonctions

##### Rupture de l'isolement
La presse lesbienne a beaucoup d'importance pour la communauté lesbienne française : en 1986, une enquête Mouvement d'information et d'expression lesbienne (MIEL) met en évidence que plus de 90 % des lesbiennes de France souhaitent être connectées à la communauté lesbienne via la presse, afin d'en connaître l'actualité et de confronter son vécu avec celui d'autres lesbiennes. La création de Journal des lesbiennes féministes comme celle de Quand les femmes s'aiment répondent toutes deux à une envie d'aider les lesbiennes isolées à pouvoir se rattacher à des groupes lesbiens existants.
Outre l'appartenance à une communauté de lectrices, les magazines lesbiens permettent la rupture de l'isolement par l'organisation de rencontres, telles qu'en juin 1986 à Toulouse, vécu comme un moment hors du temps par les participantes, mais aussi par les petites annonces. Celles-ci, qui concernent des propositions de rencontre amoureuse, amicale ou de service, sont tellement une institution de la culture lesbienne de la fin du XXe siècle qu'elles deviennent le pivot de Lesbia et que la revue Lettres à Sappho est composée uniquement d'annonces. La fabrication et la diffusion du magazine sont en elles-mêmes, aussi, un moyen de regrouper des lesbiennes autour d'un projet commun.
L'isolement est tel que Lesbia reçoit de nombreuses lettres de lesbiennes confrontées à des problèmes graves : problèmes juridiques liées à un divorce et/ou un retrait de la garde des enfants, dépression et idées suicidaires ; le magazine éprouve d'ailleurs des difficultés à répondre à ces problèmes dans des régions où il n'existe pas, à la connaissance des éditrices, d'avocats ou de soutien psychologique adapté aux lesbiennes.

##### Élaboration d'une pensée politique et artistique
Les années 1980 sont l'âge d'or de la presse lesbienne politique francophone : elle compte les titres français Espaces, Chroniques aiguës et graves, Vlasta, Quand les femmes s’aiment et Paroles de lesbiennes féministes, Bulletin des Archives Recherches Cultures Lesbiennes, la revue de Genève Clit 007 en 1981, Les Lesbianaires de Bruxelles et Amazones d’hier, Lesbiennes d’aujourd’hui de Montréal ; les débats y traversent les frontières et chaque revue circule en-dehors de son pays d'origine.
Outre les débats strictement politiques, la presse lesbienne des années 1980 et 1990 est aussi le lieu d'expression qu'une écriture et d'un langage visuel (dessins, photos, collages) spécifiquement lesbien.

#### Difficultés spécifiques
Malgré cela, la presse lesbienne peine à exister en France ; Lesbia magazine, le plus durable, puisqu'il sera publié de 1982 à 2012, n'a ainsi été rédigé que par des bénévoles. Le magazine Well Well Well, qui tire à 3000 exemplaires, avance plusieurs explications : d'une part, la communauté lesbienne française est petite et très diverse : il est donc difficile de trouver un angle qui intéresse un nombre suffisant de lectrices ; d'autre part, les lesbiennes ne sont pas forcément prêtes à soutenir la presse communautaire, soit car leurs revenus sont limités, soit parce qu'elles préfèrent soutenir les évènements et soirées lesbiennes plutôt que les magazines ; enfin, les annonceurs publicitaires ne voient pas le public lesbien comme une cible potentielle : la version féminine de Têtu, Têtue.com, n'a ainsi jamais réussi à trouver de campagne de pub.

### Internet
Le premier groupe lesbien en ligne en France est un service minitel : les Goudous Télématiques, actif de 1985 à 1988. Les Goudous Télématiques se veulent un groupe centralisateur, permettant commerce lesbien, regroupement d’organisations, actualités, évènementiel et services. La publication de contenu couvre tout le territoire français, aussi bien concernant les informations postées, que l’origine des contributions, le minitel étant largement répandu.

## Militantisme

### Intersectionnalité
La question de l'intersection des identités lesbiennes et du racisme reste très longtemps marginale en France ; les premiers textes diffusés sur le sujet, dans les années 1970, ne le sont pas d'autrices françaises ou issues des anciennes colonies, mais des traductions de penseuses afro-américaines réalisées par Mary Meigs. En revanche, Wittig compare régulièrement la condition des femmes et des lesbiennes aux victimes du racisme et de l'antisémitisme, telles que le marronnage ou le port de l'étoile jaune.
Dans les années 1980, les réflexions intersectionnelles se font essentiellement par rapport à la classe sociale et un peu par rapport à la judéité et au handicap.

### Marches lesbiennes
Pour un article plus général, voir Dyke March.
En avril 2021 sont organisées plusieurs marches lesbiennes, à Paris, Lyon, Bordeaux, Grenoble et Toulouse ; elles portent notamment comme revendication l'ouverture de la PMA aux couples de femmes. Bien que présentée comme la « première marche lesbienne de France », ce n'est pas le cas : la première marche lesbienne autonome date de 1980 et les évènements des fiertés lesbiennes de Paris, à la fin des années 1990 et début des années 2000, comportent parfois des marches, notamment en 1999 et 2001.

## Représentation des lesbiennes en France

### Télévision
Aux débuts de la télévision française, dans les années 1950, les seules personnalités ouvertement homosexuelles sont issues du monde du spectacle, telle que Colette Mars.

## Conditions de vie

### Lesbophobie
Pour un article plus général, voir lesbophobie.
En 2014, l'association SOS Homophobie publie une étude spécifique sur la lesbophobie. La forme la plus fréquente est l'agression dans l'espace public, du fait essentiellement d'hommes de moins de 35 ans inconnus des lesbiennes se déplaçant en groupe, qui prend essentiellement la forme d'insultes ou de moquerie et est parfois accompagnée de violence physique ou sexuelle. Ces agressions dans la rue visent les couples de femmes, en particulier dans les grandes villes, ce qui amène parfois les lesbiennes et bisexuelles à éviter certains lieux ou les marques d'affection à leurs compagnes dans l'espace public.
La lesbophobie dans le cercle familial est la seconde la plus fréquente et affecte particulièrement les lesbiennes et bisexuelles jeunes. Les agresseurs sont essentiellement les parents et beaux-parents, en majorité les mères et belles-mères, parfois les frères et sœurs ou la famille éloignée. Ce type d'agression est celui qui a le plus de conséquences : rupture des liens avec les proches, difficulté à suivre ses études ou à vivre son lesbianisme, épisodes dépressifs, angoisse, repli sur soi ou sentiment de culpabilité.
La lesbophobie au travail touche plus particulièrement les lesbiennes, surtout les jeunes actives avec enfant ; elle a des conséquences négatives sur la carrière pouvant aller jusqu'à la perte d'emploi. Les agresseurs sont essentiellement les collègues et supérieurs hiérarchiques agissant en groupe.
Les autres lieux d'expression de la lesbophobie en France sont, par ordre décroissant de fréquence, le milieu scolaire, majoritairement de la part d'élèves mais aussi de personnel pédagogique, de l'entourage amical (avec qui les liens sont souvent rompus ensuite), de lieux de commerces et services, du voisinage, de personnel de santé, particulièrement de gynécologues et milieu hospitalier, les services publics en particulier la Sécurité sociale avec qui l'affiliation de familles lesboparentales est complexe, des discriminations en justice notamment concernant la garde d'enfants, la police et la gendarmerie avec des refus de plainte, et/ou du caractère lesbophobe, et le sport. C'est d'ailleurs en 2021 qu'un tribunal français reconnaît pour la première fois la lesbophobie comme circonstance aggravante d'un viol.
Enfin, les propos dans les médias, en particulier des opposants à l'ouverture au mariage pour tous, sont aussi vécus comme une agression et provoque des difficultés à assumer son lesbianisme.

### Droits
Pour un article plus général, voir Droits LGBT en France.
Une protection contre les discriminations en raison de l'orientation sexuelle est introduite dans la loi en 1985 et les insultes homophobes sont pénalisées depuis 2004. Les couples de même sexe sont reconnus par le concubinage et l'adoption du Pacte civil de solidarité en 1999.
Le mariage des couples de même sexe et l'adoption par ces couples sont définitivement adoptés par le parlement le 23 avril 2013 et promulgués au Journal officiel de la République française le 17 mai 2013.
Depuis 2021, la procréation médicalement assistée est ouverte aux femmes cisgenres seules et aux couples de femmes cisgenres, les femmes trans étant explicitement exclues.

### Ouvrages
1. ↑  Stéphanie Arc, Les lesbiennes, Le Cavalier Bleu, 2010 (lire en ligne), p. 5.
2. 1 2 3 4  Antoine Idier, « 1890-1945 Une expression publique naissante mais visible », dans LGBT + : archives des mouvements LGBT + : une histoire de luttes de 1890 à nos jours (ISBN 978-2-84597-697-9 et 2-84597-697-6, OCLC 1065527432, lire en ligne)
3. 1 2  Ève Pascal, « Les lesbiennes dans la tourmente de la deuxième guerre mondiale », dans Actes de l'Eurolesbopride : [organisé à Marseille du 10 au 23 juillet 2013], Centre évolutif Lilith, 2016 (ISBN 978-2-7466-9511-5 et 2-7466-9511-1, OCLC 989524322, lire en ligne)
4. 1 2 3 4 5 6 7  Michael Sibalis, « La vie homosexuelle en France pendant la seconde guerre mondiale », dans Homosexuel.le.s en Europe pendant la seconde guerre mondiale (ISBN 978-2-36942-556-4 et 2-36942-556-3, OCLC 992447075, lire en ligne)
5. ↑  Philippe Erlanger, La France sans étoile Souvenirs de l'avant-guerre et du temps de l'occupation, Plon, 1974
6. ↑  Cyril Olivier, Le vice ou la vertu : Vichy et les politiques de la sexualité, Toulouse, Presses universitaires du Mirail, 2005 (ASIN B085G3H1NP)
7. ↑  Michèle Bordeaux, Victoire de la famille dans la France défaite : Vichy 1940-1944, Paris, Flammarion, 2002, 394 p. (ISBN 2-08-067929-5 et 978-2-08-067929-1, OCLC 422004182, lire en ligne)
8. ↑  Marc Boninchi, Vichy et l'ordre moral, Paris, PUF, 2005, 318 p. (ISBN 2-13-055339-7 et 978-2-13-055339-7, OCLC 420826274, lire en ligne)
9. ↑  Florence Tamagne, Mauvais genre ?, Paris, La Martinière, « Les reflets du savoir », 2001, p. 186.
10. ↑  Antoine Idier, « 1945-1968 - une homosexualité fortement répirmée, des voix obstinées », dans LGBT + : archives des mouvements LGBT + : une histoire de luttes de 1890 à nos jours (ISBN 978-2-84597-697-9 et 2-84597-697-6, OCLC 1065527432, lire en ligne)
11. 1 2 3 4 5 6 7  Antoine Idier, « Une décennie de libréation radicale », dans LGBT + : archives des mouvements LGBT + : une histoire de luttes de 1890 à nos jours (ISBN 978-2-84597-697-9 et 2-84597-697-6, OCLC 1065527432, lire en ligne)
12. 1 2 3  Marine Rambach et Anne Rambach, La culture gaie et lesbienne, Paris, Fayard, 2003, 420 p. (ISBN 2-213-61410-5 et 978-2-213-61410-6, OCLC 417308764, lire en ligne)
13. 1 2  Centre lyonnais d'études féministes, Chronique d'une passion : le Mouvement de libération des femmes à Lyon, L'Harmattan, 1989 (ISBN 978-2-7384-0574-6 et 2-7384-0574-6, OCLC 309014840, lire en ligne)
14. 1 2  JULIEN, Jacqueline 2003 « À Toulouse : du féminisme lesbien au lesbianisme féministe », dans Chetcuti Natacha et Michard Claire (dir.), Lesbianisme et féminisme. Histoires politiques. Paris, L’Harmattan : 49-66
15. ↑  Evelyne Le Garrec, Des femmes qui s'aiment, France, Libre à elles, octobre 1984, 278 p. (ISBN 9-782020-069724 et 2-02-006972-5)
16. 1 2 3  Justine Fourgeaud, « L'épreuve de la mixité homosexuelle : Les militantes lesbiennes au sein du comité d'urgence antirépression homosexuelle », dans Hugo Bouvard, Ilana Eloit et Mathias Quéré, Lesbiennes, pédés, arrêtons de raser les murs : Luttes et débats des mouvements lesbiens et homosexuels (1970-1990), 2023 (ISBN 978-2-84303-270-7, lire en ligne)
17. ↑  Claire Michard et Natacha Chetcuti, Lesbianisme et féminisme : histoires politiques, Paris/Budapest/Torino, L'Harmattan, 2003, 316 p. (ISBN 2-7475-4409-5, 978-2-7475-4409-2 et 2-7475-5501-1, OCLC 56632204, lire en ligne), p. 75
18. 1 2  Eli Flory, « Représentation et idéologie : que reste-il de nos amours ? », dans Ces femmes qui aiment les femmes, Archipel, 2007 (ISBN 978-2-84187-908-3 et 2-84187-908-9, OCLC 123176815, lire en ligne)
19. 1 2  Arnaud Alessandrin et Yves Raibaud, Géographie des homophobies, Paris, Armand Colin, 2013, 285 p. (ISBN 978-2-200-28551-7 et 2-200-28551-5, OCLC 859139358, lire en ligne)
20. ↑  Bonnet 2000, p. 26.
21. ↑  Bonnet 2000, p. 27.
22. 1 2 3 4 5 6  Aurore Turbiau, « Faire oeuvre, faire politique : 1969-1985, revendiquer le lesbianisme en littérature », dans Ecrire à l'encre violette

### Publications universitaires
1. ↑  Marie-Jo Bonnet, « L’histoire des lesbiennes est-elle taboue ? », dans L'Histoire sans les femmes est-elle possible ?, Éditions Perrin, 1998 (ISBN 978-2-262-01474-2, DOI 10.3917/perri.sohn.1998.01.0153, lire en ligne), p. 151
2. ↑  Florence Tamagne, « L’identité lesbienne : une construction différée et différenciée ?. Quelques pistes de recherche à partir des exemples français, allemands et britanniques dans l’entre-deux-guerres », Cahiers d’histoire. Revue d’histoire critique, no 84,‎ 1er juillet 2001, p. 45–57 (ISSN 1271-6669, DOI 10.4000/chrhc.1871, lire en ligne, consulté le 22 avril 2021)
3. ↑  Alexandre Antolin, « Non, elles ne sont pas amies, contribution méthodologique pour une histoire des FSF par les archives de l’intime (années 1950) », sur La Mafia Lavande (consulté le 26 août 2021).
4. ↑  Nicole G. Albert, « De la topographie invisible à l'espace public et littéraire :les lieux de plaisir lesbien dans le Paris de la Belle Époque », Revue d’histoire moderne et contemporaine, 2006 /4 (n°53-4).
5. ↑  « Flânerie and the Lesbian Gaze: FemaleSpectatorship in the Work of Toulouse-Lautrec » (consulté le 15 juillet 2021).
6. ↑  Mickaël Bertrand, « Bonnet Marie-Josèphe, Violette Morris, histoire d’une scandaleuse. Paris, Perrin, 2011 », Genre, sexualité & société, no 6,‎ 1er décembre 2011 (ISSN 2104-3736, lire en ligne, consulté le 4 juin 2020)
7. ↑  (en) Luc Capdevila, « The Quest for Masculinity in a Defeated France, 1940–1945 », Contemporary European History, vol. 10, no 3,‎ novembre 2001, p. 423–445 (ISSN 0960-7773 et 1469-2171, DOI 10.1017/S0960777301003058, lire en ligne, consulté le 4 juin 2020)
8. ↑  Sibalis, Michael. "Homophobia, Vichy France, and the "Crime of Homosexuality": The Origins of the Ordinance of 6 August 1942." GLQ: A Journal of Lesbian and Gay Studies, vol. 8 no. 3, 2002, p. 301-318. Project MUSE muse.jhu.edu/article/12215.
9. 1 2  Nicole G. Albert, « De la topographie invisible à l'espace public et littéraire :les lieux de plaisir lesbien dans le Paris de la Belle Époque », Revue d’histoire moderne et contemporaine, vol. 53-4, no 4,‎ 2006, p. 87 (ISSN 0048-8003 et 1776-3045, DOI 10.3917/rhmc.534.0087, lire en ligne, consulté le 8 juin 2021)
10. 1 2  Florence Tamagne, « Same-sex relations between women in France : 1945-1970 », communication présentée lors de la conférence « Postwar Homosexual Politics : 1945-1970 » organisée par Gert Hekma, University of Amsterdam, 2-3 août 2007, (non-publiée), p. 1.
11. 1 2 3  Ilana Eloit, « Trouble dans le féminisme: Du « Nous, les femmes » au « Nous, les lesbiennes » : genèse du sujet politique lesbien en France (1970-1980) », 20 et 21 : Revue d'histoire, vol. 148, no 4,‎ 23 février 2021, p. 129–145 (ISSN 2649-664X, DOI 10.3917/vin.148.0129)
12. 1 2 3 4  Recherches féministes, vol. 33, nº 2, 2020 : 89-10 Étude comparée de Rennes et de Paris : une autre histoire des relations entre les mouvements féministe et lesbien en France (1970-1980) CAMILLE MORIN-DELAURIÈRE
13. ↑  Brigitte Boucheron, « Introduction à une histoire du mouvement lesbien en France : Colloque Visibilité/invisibilité des lesbiennes », sur bagdam.org, 19 mai 2007 (consulté le 4 novembre 2021).
14. 1 2  Jules Falquet, « De la lutte contre le racisme au soutien aux demandeuses d’asile lesbiennes : expériences lesbiennes féministes en France depuis la fin des années 90 », Articles, vol. 33, no 2,‎ 20 avril 2021, p. 129–148 (ISSN 1705-9240 et 0838-4479, DOI 10.7202/1076618ar, lire en ligne, consulté le 29 avril 2022)
15. 1 2 3 4 5 6  Gaëlle Meslay, « Cinq ans de mariages de même sexe en France : des différences entre les couples d’hommes et les couples de femmes », Population, vol. 74, no 4,‎ 2019, p. 499 (ISSN 0032-4663 et 1957-7966, DOI 10.3917/popu.1904.0499, lire en ligne, consulté le 11 juin 2021)
16. 1 2 3 4 5 6 7 8 9 10 11 12  Ilana Eloit, « « Le bonheur était dans les pages de ce mensuel » : la naissance de la presse lesbienne et la fabrique d’un espace à soi (1976-1990) », Le Temps des médias, vol. 29, no 2,‎ 2017, p. 93 (ISSN 1764-2507 et 2104-3671, DOI 10.3917/tdm.029.0093, lire en ligne, consulté le 25 octobre 2021)
17. ↑  Jade Almeida. Étude de contenu de la presse lesbienne : Lesbia Magazine, de 1982 à 2012. Histoire. 2015. dumas-01199375⟩

### Associations lesbiennes et LGBT
1. 1 2 3 4 5 6 7 8 9 10 11 12 13 14  Être lesbienne aujourd'hui : le M.I.E.L. enquête
2. 1 2  SOS Homophobie, Rapport 2020 sur les LGBTIphobies, France, SOS Homophobie, 12 mai 2020, 183 p. (ISBN 978-2-917010-35-8, lire en ligne), pp.161-162
3. ↑  « Collectif "Les Lesbiennes dépassent les frontières" - C.L.F. », sur coordinationlesbienne.org (consulté le 23 mars 2019).
4. 1 2  Mireille G., « Réflexion - Pourquoi le CEL ? », Esprit de CEL,‎ octobre 1994Consultable aux ARCL
5. ↑  Aux 3G : à Marseille, un bar associatif lesbien où Glaner, Glander et Gesticuler. Consultable aux ARCL.
6. 1 2 3  Brigitte Boucheron, « La visibilité lesbienne en France : it’s a long way…* », sur bagdam.org (consulté le 10 décembre 2021).
7. ↑  Claudie Lesselier, « Pourquoi une femme avec une femme ?             Écrire l’amour lesbien, 1945-1968 », Amazones d’hier, lesbiennes d’aujourd’hui, 1987.
8. 1 2  Dyke Guide, Atprod, 2003Consultable aux ARCL
9. ↑  « 4e fierté lesbienne à Paris · arcl », sur arcl.fr (consulté le 27 avril 2021).
10. ↑  « 6e fierté lesbienne · arcl », sur arcl.fr (consulté le 27 avril 2021).
11. 1 2 3 4 5 6 7 8 9  SOS Homophobie, « Rapport sur la lesbophobie », 2014.

### Médias lesbiens et LGBT
1. ↑  Stéphanie Bee, « La secte des anandrynes », sur univers-l.com, 16 mars 2009.
2. 1 2  Stéphanie Bee, « Montmartre fin de siècle un repaire de lesbiennes », sur Univers-L, 1er novembre 2010 (consulté le 15 octobre 2021).
3. 1 2 3 4 5 6 7 8 9 10 11 12  Anna Virole Reymondeaux, « Lesbiennes en mouvement », Jeanne Magazine, hors-série numéro 1,‎ 2019
4. ↑  « Planning Familial du Rhône: 60 ans d’archives », sur Hétéroclite, 22 décembre 2021 (consulté le 23 décembre 2021).
5. ↑  Marie-Josèphe Devillers, « luttes et fiertés », Jeanne Magazine, hors-série numéro 1,‎ 2019
6. ↑  « Pourvu qu'elle soit butch ! », sur Gouinement lundi, podcast des lesbiennes, bies et trans, féministes, 1er novembre 2021 (consulté le 5 novembre 2021).
7. 1 2  « Collages lesbiens : les lesbiennes sont dans la rue ! », Jeanne Magazine, no 85,‎ avril 2021 (lire en ligne)
8. ↑  Chriss Lag, « "Les lesbiennes s'autorisent plus à être mères", interview de Martine Gross, sociologue », Well Well Well, no 2,‎ 2015, p. 68-69
9. ↑  Well Well Well, t. 3, octobre 2016
10. ↑  Florian Ques, « Visibilité lesbienne : 14 personnalités importantes en France - TÊTU », sur tetu.com (consulté le 5 novembre 2021).
11. 1 2  Marie Slavicek et Marie Kirschen, « Médias lesbiens cherchent modèle désespérément », Well Well Well, no 4 « Fem is Fabulous »,‎ printemps 2022
12. ↑  Marie-Pierre Bourgeois, « Années 1980 : Le militantisme lesbien mis sous presse », Well Well Well, no 4 « Fem is Fabulous »,‎ printemps 2022
13. ↑  Nelly-Mélo, « Europe - Quand les femmes s'aiment... », Amazones d'hier, lesbiennes d'aujourd'hui, vol. 5, no 3 « Dossier: Presse lesbienne »,‎ mars 1988, p. 166-169
14. ↑  Nelly-Mélo, « Europe - Désormais », Amazones d'hier, lesbiennes d'aujourd'hui, vol. 5, no 3 « Dossier: Presse lesbienne »,‎ mars 1988, p. 171-174

### Presse généraliste
1. ↑  « L'Assiette au beurre », sur Gallica, 2 mars 1912 (consulté le 26 août 2022).
2. ↑  (en) Gattuso, « The Founder of America's Earliest Lesbian Bar Was Deported for Obscenity », Atlas Obscura, 3 septembre 2019 (consulté le 15 juillet 2021).
3. ↑  (en-US) « LGBTQ History: MacDougal Street », Village Preservation, 30 octobre 2014 (consulté le 15 juillet 2021).
4. ↑  Gaspard Dhellemmes, « Le gai activisme des Gouines rouges », Le Monde,‎ 13 août 2022 (lire en ligne )
5. ↑  « Archives LGBT+, retrouver la mémoire - Ép. 4/4 - Histoires d’archives », sur France Culture (consulté le 8 octobre 2021).
6. ↑  « Une porte entrouverte à la reconnaissance de l'homoparentalité », Le Monde.fr,‎ 9 juillet 2010 (lire en ligne, consulté le 19 novembre 2021)
7. 1 2  Marlène Thomas et photos Albert Facelly, « Marche lesbienne : «La PMA est une urgence de parcours de vie» », sur Libération (consulté le 27 avril 2021).
8. ↑  Louise Fessard, « PMA: enquête sur le verrou bioéthique de 1994 », Mediapart,‎ 28 septembre 2019 (lire en ligne )
9. ↑  Mathilde Damgé, « PMA à l’étranger : plusieurs milliers d’euros et beaucoup de questions », Le Monde,‎ 27 septembre 2018 (lire en ligne)
10. ↑  « PMA pour toutes les femmes : le Parlement adopte définitivement le projet de loi de bioéthique », Le Parisien,‎ 29 juin 2021 (lire en ligne)
11. ↑  Manon Beury, « En couple avec une femme trans, je suis exclue de la PMA «pour toutes» », Libération,‎ 4 août 2020 (lire en ligne)
12. 1 2  Clémentine Vergnaud, Ariane Schwab, « PMA pour toutes : un an après la loi, neuf femmes racontent leurs joies et leurs désillusions », France TV Info,‎ 30 septembre 2022 (lire en ligne)
13. ↑  « Le premier bébé « PMA pour toutes » est né à Nantes », Huffington Post,‎ 22 octobre 2022 (lire en ligne)
14. ↑  « « PMA pour toutes » : près de 23 000 demandes de première consultation recensées fin 2022 », Le Monde,‎ 8 mars 2023 (lire en ligne)
15. ↑  « PMA pour toutes : une première FIV à Nancy pour un couple de femmes », Nouvel Obs,‎ 29 novembre 2021 (lire en ligne)
16. ↑  Aude Lorriaux (avec Anne Demoulin), « « Dix pour cent » : Andréa Martel, alias Camille Cottin, est-elle devenue une icône lesbienne ? », 20 minutes,‎ 4 novembre 20 (lire en ligne).
17. ↑  StreetPress, « Violette & Co, la seule librairie lesbienne de France », sur StreetPress (consulté le 29 janvier 2021).
18. 1 2 3  Jacqueline Julien et Brigitte Boucheron, « Badgam Cafée : un café lesbien », Politique, la revue,‎ juillet 1997
19. ↑  M.-C. Streicher, « Femmes-reines au Bagadam Cafée », La Dépêche du Midi,‎ 7 juillet 1989
20. ↑  Alexia Conrath, « La fête est finie Aux 3G, QG lesbien de Marseille », Le Monde,‎ 29 septembre 2024 (lire en ligne, consulté le 5 décembre 2024)
21. 1 2  « Timide coming out pour la BD lesbienne », Le Monde.fr,‎ 28 janvier 2011 (lire en ligne, consulté le 17 juin 2021)
22. ↑  « Cineffable, le festival « pour les lesbiennes, par les lesbiennes » », sur 20minutes.fr (consulté le 9 juin 2021).
23. ↑  Katja Baud-Lavigne, « La lesbienne pour les nuls », sur 360°, 19 novembre 2019 (consulté le 6 décembre 2024)
24. 1 2  « Portrait de l'humoriste Tahnee, l'autre, lesbienne engagée, « chti et antillaise » », sur KOMITID, 4 octobre 2019 (consulté le 6 décembre 2024)
25. ↑  « Plus politiques et inclusives, de nouvelles scènes secouent le drag », sur 20 Minutes, 5 juillet 2022 (consulté le 6 décembre 2024)
26. ↑  Anthony Vincent, « Morphine Blaze, drag queen : « J'ai été débookée de plein de shows parce que je suis une femme » », sur Madmoizelle, 7 novembre 2023 (consulté le 6 décembre 2024)
27. ↑  Le Point magazine, « Marche lesbienne: des milliers de personnes défilent en faveur de la PMA pour toutes », sur Le Point, 25 avril 2021 (consulté le 2 mai 2021).
28. ↑  « Viol d’une jeune femme lesbienne : le caractère homophobe retenu », Le Monde.fr,‎ 28 mai 2021 (lire en ligne, consulté le 28 mai 2021)

### Autres sources
1. 1 2 3 4 5  « Tomber la culotte #2 », sur CeRHeS (consulté le 13 novembre 2022).
2. ↑  Pierre Bec, Chants d'amour des femmes troubadours, 1995.
3. ↑  Fabien Randanne, « Et voici les dix drag-queens candidates de « Drag Race France » », sur 20minutes.fr (consulté le 2 juin 2022).
4. ↑  Tamara Chaplin, Becoming lesbian: a queer history of modern France, The University of Chicago Press, 2024 (ISBN 978-0-226-83655-3 et 978-0-226-83654-6), chap. 7 (« Virtually Yours »)
5. ↑  « Homosexualité à la TV, des paillettes aux revendications », sur INA (consulté le 10 septembre 2021).
6. ↑  Loi no 2013-404 du 17 mai 2013 ouvrant le mariage aux couples de personnes de même sexe.

### Générale
- Marie Docher (préf. Anne Pauly), Et l'amour aussi, Romainville, La Déferlante, 27 octobre 2023, 170 p. (ISBN 9782492300363)
- Alice Coffin, Le Génie lesbien, Paris/18-Saint-Amand-Montrond, Bernard Grasset / Impr. CPI Bussière, 2020, 229 p. (ISBN 978-2-246-82177-9 et 2-246-82177-0, OCLC 1198820154, lire en ligne)
- (en) Ilana Eloit, Lesbian trouble: feminism, heterosexuality and the French nation (1970–1981). 2018. Thèse de doctorat, London School of Economics and Political Science
- Jérémy Patinier, Le lesbictionnaire : 1 000 choses a savoir quand on est lesbienne., Paris, Lulu.com, 2012, 197 p. (ISBN 978-1-4716-1855-0 et 1-4716-1855-2, OCLC 827265545, lire en ligne)
- Stéphanie Arc, Les lesbiennes, Paris, Le Cavalier Bleu, impr. 2010, 127 p. (ISBN 978-2-84670-310-9 et 2-84670-310-8, OCLC 690602869, lire en ligne)
- Michel Bozon, Se dire lesbienne : vie de couple, sexualité, représentation de soi, Paris, Payot, impr. 2010, 299 p. (ISBN 978-2-228-90583-1 et 2-228-90583-6, OCLC 708361852, lire en ligne)
- Coordination lesbienne en France (dir.), Mouvement des lesbiennes, lesbiennes en mouvement : dans le cadre des 40 ans du MLF, Montreuil, Éditions Prospecto, 2010
- Virginie Cairn.info, Les Mères lesbiennes, Paris, PUF, 2010, 248 p. (ISBN 978-2-13-058244-1, 2-13-058244-3 et 978-2-13-064162-9, OCLC 1225099817, lire en ligne)
- Pauline Londeix, Le manifeste lesbien, l'Altiplano, coll. « Agit'prop », 2008 (ISBN 978-2-35346-025-0)
- Eli Flory, Ces femmes qui aiment les femmes, Paris, Archipel, 2007, 364 p. (ISBN 978-2-84187-908-3 et 2-84187-908-9, OCLC 123176815, lire en ligne)
- Nicole G. Albert, Saphisme et décadence dans Paris fin-de-siècle, Paris, Martinière, 2005, 361 p. (ISBN 2-84675-164-1 et 978-2-84675-164-3, OCLC 60119700, lire en ligne)
- Claire Michard et Natacha Chetcuti, Lesbianisme et féminisme : histoires politiques, Paris/Budapest/Turin, L'Harmattan, 2003, 467 p. (ISBN 2-7475-4409-5, 978-2-7475-4409-2 et 2-7475-5501-1, OCLC 56632204, lire en ligne)
- Béatrice Doucède, Discours saphique, Paris, Balland, 2001, 141 p. (ISBN 2-7158-1345-7 et 978-2-7158-1345-8, OCLC 47895947, lire en ligne)
- Christine Lemoine et Ingrid Renard, Attirances : lesbiennes fems, lesbiennes butchs, Paris, Ed. gaies et lesbiennes, 2001, 413 p. (ISBN 2-912706-10-6 et 978-2-912706-10-2, OCLC 421772486, lire en ligne)
- Elula Perrin, Bulles et noctambules : histoire de la nuit au féminin, Paris, Double interligne, 2000, 220 p. (ISBN 2-912270-11-1 et 978-2-912270-11-5, OCLC 50696603, lire en ligne)
- Claudine, ... Impr. Jouve), Terre de femmes : l'homosexualité féminine, Paris, Morisset, 1997, 159 p. (ISBN 2-909509-72-9 et 978-2-909509-72-3, OCLC 463993451, lire en ligne)
- Corlet impr.), Hystériques et fières de l'être!, Paris, Parole de lesbiennes, 1997, 128 p. (ISBN 2-912189-01-2 et 978-2-912189-01-1, OCLC 468137247, lire en ligne)
- Évelyne Le Garrec, Des femmes qui s'aiment, Paris, Seuil, 1984, 278 p. (ISBN 2-02-006972-5 et 978-2-02-006972-4, OCLC 11848522, lire en ligne)

### Culture
- Manon Berthier, Alex Lachkar, Camille Islert, Aurore Turbiau et Alexandre Antolin, Ecrire à l'encre violette : littératures lesbiennes en France de 1900 à nos jours, Paris, Le Cavalier Bleu, 2022, 292 p. (ISBN 979-10-318-0516-0, OCLC 1310155646, lire en ligne)
- Marie-Jo Bonnet, Les Deux Amies : essai sur le couple de femmes dans l'art, Paris, éditions Blanche, 2000, 305 p. (ISBN 2-911621-94-8)
- Pauline Paris, Les dessous lesbiens de la chanson, Donnemarie-Dontilly/58-Clamecy, Éditions iXe / Impr. Laballery, 2019, 212 p. (ISBN 979-10-90062-53-5, OCLC 1161988953, lire en ligne)
- Christelle Lebreton, Adolescences lesbiennes : de l'invisibilité à la reconnaissance, 2017, 142 p. (ISBN 978-2-89091-580-0 et 2-89091-580-8, OCLC 990556633, lire en ligne)
- Natacha Chetcuti et Nelly Quemener, Plus gouine la vie? : politiques des représentations lesbiennes, Des Ailes sur un tracteur, 2015, 136 p. (ISBN 979-10-90286-20-7, OCLC 910878150, lire en ligne)
- Marianne Legault, Narrations déviantes : l'intimité entre femmes dans l'imaginaire français du dix-septième siècle, Les Presses de l'Université Laval, 2008 (ISBN 978-1-4356-9034-9 et 1-4356-9034-6, OCLC 301746260, lire en ligne)

### Chronologies en ligne
- Mémoires lesbiennes, Coordination Lesbienne en France
- Introduction à une histoire du mouvement lesbien en France, Brigitte Boucheron
- La visibilité lesbienne en France : it’s a long way…*, Brigitte Boucheron
- Histoire lesbienne, CQFD lesbiennes féministes

### Romans graphiques et bandes-dessinées
- Élodie Font et Carole Maurel, Coming in, 2021 (ISBN 978-2-228-92909-7 et 2-228-92909-3, OCLC 1277006656, lire en ligne)
- Murielle Magellan et Sandrine Revel, La lesbienne invisible, Paris, Delcourt, 2013, 111 p. (ISBN 978-2-7560-4010-3 et 2-7560-4010-X, OCLC 863051211, lire en ligne)
- Catherine Feunteun, Les chroniques mauves, Paris, Catpeople prod, dl 2012, 223 p. (ISBN 978-2-7466-4783-1 et 2-7466-4783-4, OCLC 805021699, lire en ligne)

### Médias
- Coucou les Goudous, média lesbien et Agenda des événements Lesbiens et Queers
- Barbi(e)turix, média lesbien
- Jeanne Magazine, média lesbien
- Lesbien raisonnable, média lesbien
- Univers-L, média lesbien
- Gouinement lundi, podcast lesbien
- Tasse de thé, portail lesbien
- Têtu, média LGBT, tag lesbienne
- Friction magazine, média LGBT+, tag lesbienne

### Archives
- Archives Recherches Culture Lesbiennes
- Centre des archives du féminisme, avec des ressources sur le lesbianisme
- Catalogue Big Tata, qui référence les collections des bibliothèques et centres d'archives LGBTQI+
- Bibliothèque du centre LGBT de Paris
- Conservatoire des archives et des mémoires LGBTQI